# Eruzioni dell'Etna

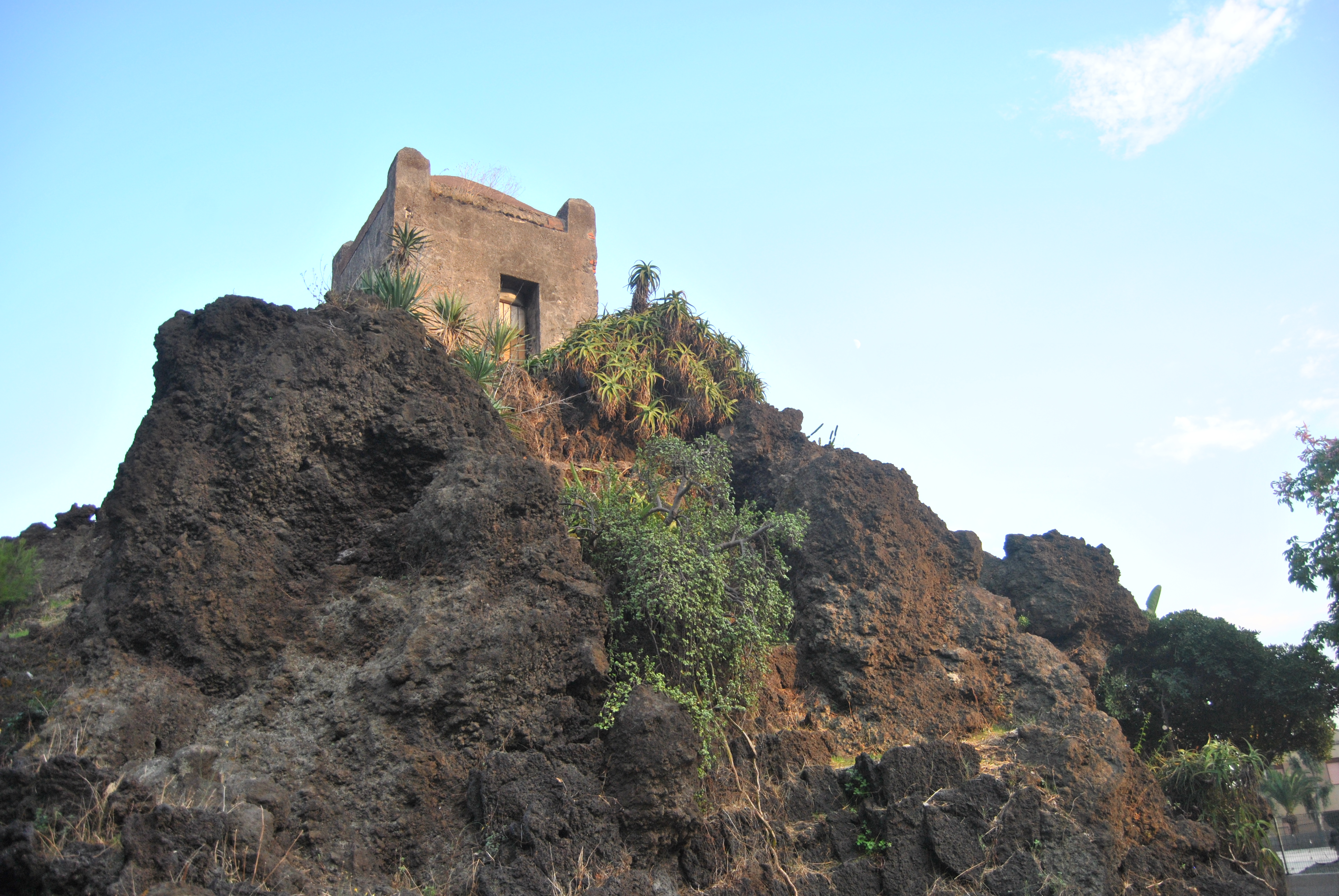
Lave del Rotolo a Catania, in piazza Europa; su di esse venne eretta nel XVI secolo una torretta d'avvistamento secondo il piano di difesa del Regno, chiamata popolarmente Torre Saracena

Per eruzioni dell'Etna si intende un elenco degli eventi eruttivi noti verificatisi sul vulcano Etna, in Sicilia.

## Storia eruttiva
L'inizio del processo formativo dell'Etna si fa risalire al Quaternario, a partire da 600 000 anni fa, quando si ritiene esistesse soltanto una estesa superficie marina delimitata a nord dalla dorsale montuosa settentrionale della Sicilia e a sud dalle elevazioni ibleo-eree denominata Golfo pre-etneo. Qui, nel punto di contatto tra la zolla euro-asiatica a nord e la zolla Africana a sud, vi furono le prime eruzioni sottomarine di lava basaltica fluidissima con la nascita dei primi edifici vulcanici. Prove di queste prime eruzioni sono ritenute le colonne basaltiche di Aci Trezza, nei faraglioni di Aci Castello e nella rupe di Motta Sant'Anastasia. Una seconda serie di eruzioni, stavolta di tipo alcalo-basaltiche, si ritiene sia avvenuta tra i 200 e i 100 000 anni fa, con la formazione del cosiddetto Monte Calanna, il principale dei coni vulcanici preistorici. Di questa struttura oggi rimangono dei dicchi.

### Nascita del Trifoglietto
Circa 107 000 anni fa entrò in eruzione un nuovo complesso vulcanico, detto Trifoglietto, che raggiunse un’altezza massima di circa 2 600 metri, quando entrò in eruzione un nuovo complesso vulcanico, più a ovest del precedente, di tipo esplosivo, che emetteva lave di tipo viscoso. Un secondo sempre più a nord-ovest, (Trifoglietto II), sorse dal precedente, collassando in seguito con esso circa 99 000 anni fa, dando origine all'immensa caldera detta Valle del Bove, profonda mille metri e larga cinquemila.

### Nascita del Mongibello
Le eruzioni successive furono alternativamente di lava basaltica e di violente esplosioni tufacee. A seguito di queste nacque, dopo circa 30 000 anni, il Mongibello Antico, cono laterale occidentale ai precedenti. Le fasi di vita del Mongibello sono, dalla sua nascita, piuttosto altalenanti, con fasi di stanca e fasi di attività eruttiva. Tra gli ottomila e i settemila anni fa vi fu un collasso del cono occidentale, testimoniato indirettamente anche dalle fonti antiche. Secondo un'ipotesi a seguito a questo collasso scaturì un immane tsunami verso il Mediterraneo orientale e sud orientale. Lo stretto di Messina avrebbe invece fatto da barriera allo tsunami verso il Mediterraneo occidentale, ma non è chiaro se fosse dovuto a cause sismiche ovvero eruttive. Secondo altre tesi non vi fu un solo collasso, ma una serie di collassi nel corso del tempo.
Le lave da quest'epoca tornarono a essere di tipo fluido basaltico e gli eventi eruttivi, seguendo il processo di spostamento verso ovest, diedero vita al nuovo edificio vulcanico del Mongibello.

### Mongibello recente
Dal collasso del Mongibello Antico in poi l'Etna ha raggiunto una fase di relativa quiescenza che alterna con eruzioni di tipo basaltico. Il vulcano attuale presenta molteplici piccole bocche laterali, dette crateri avventizi, prodotte dalle varie eruzioni nel tempo. Esistono anche dei centri eruttivi eccentrici caratterizzati dalla non condivisione del condotto vulcanico con il vulcano principale, ma del solo bacino magmatico, quali i monti Rossi e il monte Mojo.
Non si è in grado di produrre una cronologia completa delle eruzioni etnee, nel periodo storico, a causa dell'incertezza o dell'imprecisione delle fonti. La moderna ricerca geologica e stratigrafica sta progressivamente facendo ordine sulle indicazioni basate su memorie storiche; meglio testimoniate sono quelle dal XVI secolo in poi.
Il nuovo database Dante su tutte le eruzioni dell'Etna, a cura dell'Istituto Nazionale di Geofisica e Vulcanologia (INGV), diffuso a partire dall'aprile del 2025, contribuisce a fare chiarezza sul metodo da seguire, sfatando dubbi e incertezze storiche.

## Preistoria e protostoria

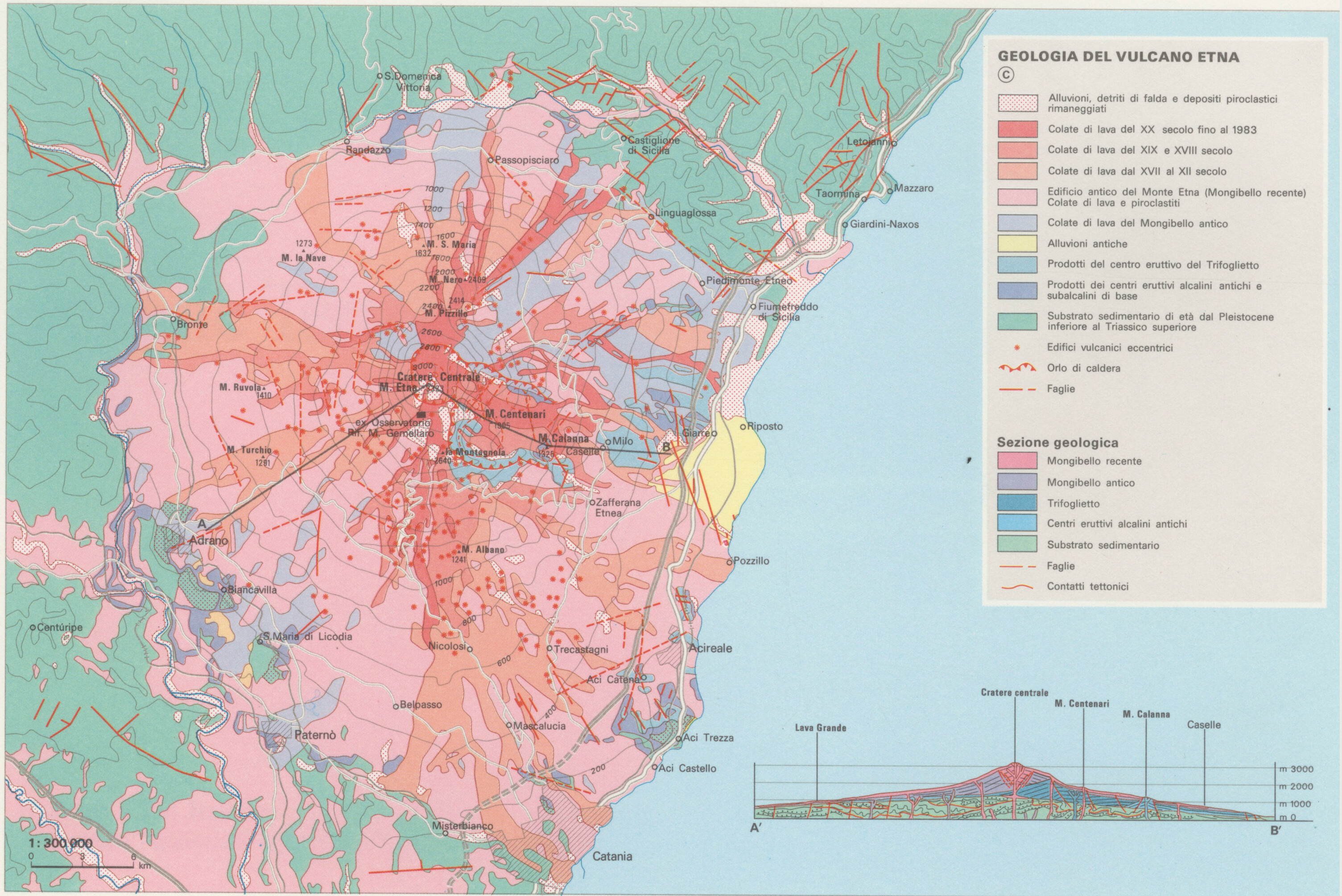
Mappa geologica dell'Etna; le diverse eruzioni sono segnalate in diversi colori

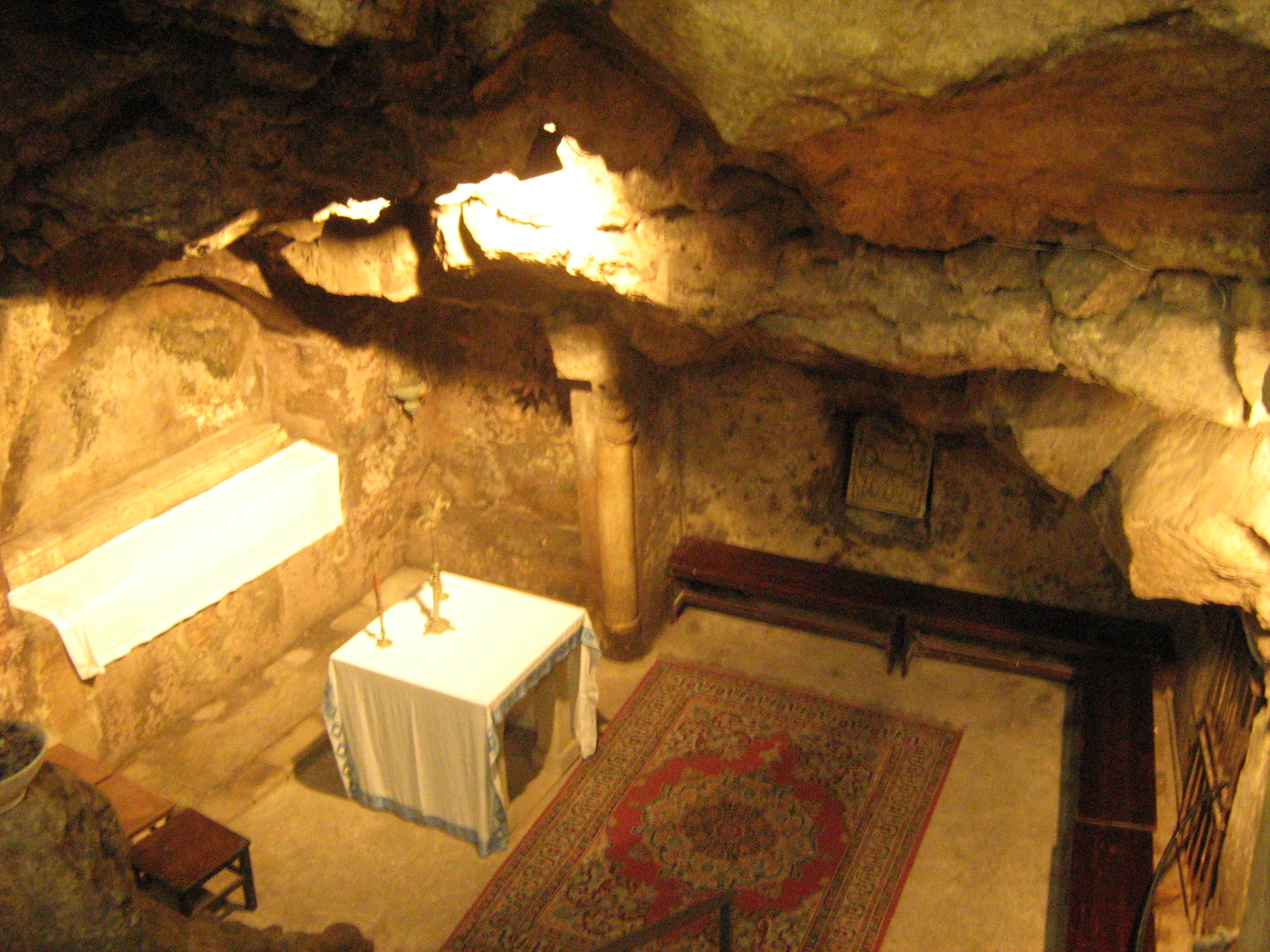
Ingrottato della Chiesa rupestre di Santa Maria la Grotta entro le lave dell'Armisi

Le diverse colate del Mongibello che hanno interessato la città di Catania possiamo riconoscerle con precisione, tuttavia alcune risultavano non databili. Il database Dante dal 2025 dà precise indicazioni, smontando le incertezze di stratificazioni popolari-mitologiche:
- lave di Santa Sofia, di incerta datazione fino a oggi, sviluppatesi nel rione omonimo (a nord-est del quartiere Cibali di Catania) e sepolte sotto le eruzioni della presunta datazione del 693 a.C..[troppo vago, fonte non documentata] L'INGV non nomina tale eruzione dal titolo "popolare" approssimativamente citata, è individuabile nel database Dante un'altra eruzione con il nome scientifico di «Monpilieri (ir)» e datata al 200 a.C.[6];
- lave del Larmisi, risalente alla formazione di Monpeloso, di molto posteriore alla precedente, forse la prima eruzione a raggiungere il territorio catanese ancora non abitato. Prende il nome dall'omonima scogliera dove terminò il suo percorso incontrando il mare[non è citata una fonte univoca; assente una completa bibliografia storica]. Probabile definitiva identificazione con l'eruzione con denominazione scientifica di «Monpeloso (mp)», all'interno del database DANTE, si pone l'eruzione in un arco temporale di tre secoli tra 300±100 (il segno ± indica il margine di errore in numero di anni) d.C. e/o il 90–391 § d.C.[6];
- lave dell'Ognina, si ritenevano della stessa epoca delle lave del Larmisi e della stessa conformazione, per questo spesso confuse con esse. Tuttavia si riconoscono dalle altre a causa della loro facile alterabilità da parte degli agenti esterni (salsedine). È probabile l'esistenza di una grande insenatura tra queste lave, il Porto Ulisse (ovvero quello di Ognina), ricordato dalle fonti[troppo vago, fonti bibliografiche mai citate]. Piuttosto, il progetto DANTE di INGV individua un'altra eruzione dal nome «Monte Arsi di S. Maria (piccolo)», databile in tre diverse epoche o margini di tempo: 1160±20^ / 953–1229 § / 1224*. Secondo quanto riportato dal progetto sul censimento delle eruzioni, si dice che "la lunga colata lavica ha raggiunto la costa nelle località di Guardia e Ognina"[6];
- lave del Ponte, forse prossima all'età della colonizzazione e della fondazione di Katane, si estende al di sotto del porto di Ognina[troppo vago, fonte non documentata]. Il censimento scientifico DANTE non fa alcun riferimento all'esistenza di una eruzione riconducibile a questa epoca, pertanto va dedotto trattarsi di una libertà poetico-mitologica di autore/-i anonimo/-i.

Gli eventi eruttivi che hanno interessato l'area ionica più antichi sono certamente quelli pre-etnei, caratterizzati da lave colonnari, pillows e neck. Tali fenomeni eruttivi vengono datati a partire da 600 000 anni a.C.
Dall'80 000 al 60 000 a.C. circa lo scheletro costruito nei millenni precedenti permette la nascita del Trifoglietto.
Solo a partire dalle eruzioni del V millennio a.C., a seguito del crollo del Trifoglietto, si possono invece stabilire le eruzioni relative al Mongibello.
Secondo la tavola cronologica di Romé de l'Isle la prima eruzione nota sarebbe del 1500 a.C., mentre secondo Diodoro Siculo fu il fuoco dell'Etna la causa della trasmigrazione dei Sicani dalla costa orientale a quella occidentale dell'isola, verso il 1470 a.C.
Un'altra grande eruzione avrebbe avuto luogo poco dopo la venuta dei Siculi, verso l'anno 1280 a.C.; secondo Tucidide sarebbero avvenute altre tre eruzioni nel 737, 477 e 427. Non tutte tali colate, tuttavia, sono bene identificabili.

## Eruzioni in periodo storico
Il periodo cosiddetto storico copre circa 3 millenni, tuttavia le informazioni relative presentano, per varie ragioni, molti periodi lacunosi; altre sono inaffidabili e soprattutto non permettono alcuna valida individuazione dei centri eruttivi o del volume dei prodotti emessi. La carta geologica ottenuta con le ricerche più recenti ha permesso di individuare 35 colate di lava tra il 122 a.C. e il 1600 d.C. e per solo 7 di esse la datazione coincide con quella in precedenza ritenuta aderente alle antiche fonti. Il progetto DANTE (2025) ha rivisto la lista escludento numerose eruzioni dal proprio database precedentemente ritenute attentibili.
A partire dalla seconda metà degli anni settanta del XX secolo la frequenza delle eruzioni, sia dai crateri sommitali sia dalle fenditure laterali è aumentata notevolmente; anche il tasso medio annuo di lave emesse ha subito un netto incremento.

### Eruzioni tra il VII secolo a.C. e il V secolo

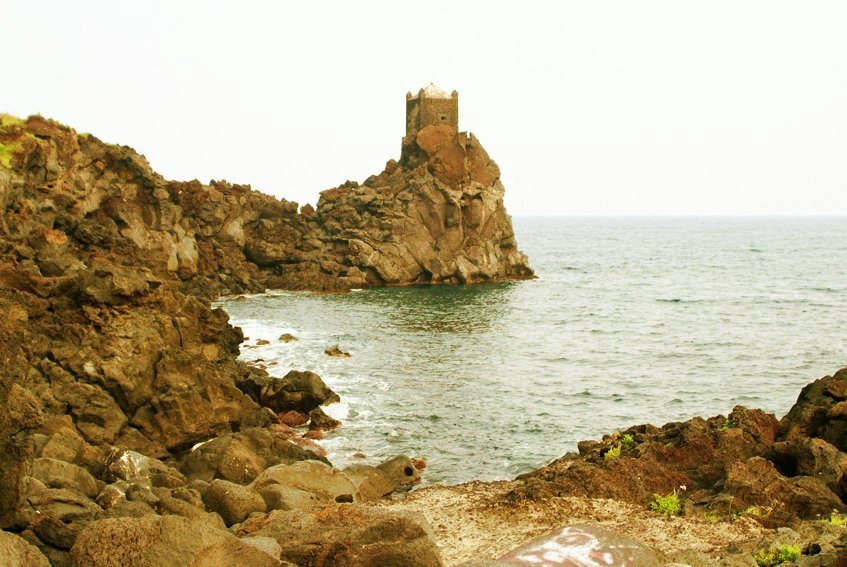
Lave del 396 a.C. a Santa Tecla, frazione di Acireale

- Eruzione dell'Etna del 737 a.C. - menzionata da Tucidide assieme ad altre eruzioni che sarebbero avvenute negli anni 477 e 427 a.C.[7];
- Eruzione dell'Etna del 693 a.C. (o 695 a.C.) I residui della colata si sono trovati in pieno centro storico di Catania, al di sotto degli strati ellenistici e in alcuni casi coprenti ruderi arcaici.[senza fonte] L'eruzione coprì in parte il fiume Amenano, forse dando luogo alla nascita del Lago di Nicito. In questa eruzione, durata fino all'anno dopo, si formò secondo alcune fonti il cratere Mompileri, un cratere eccentrico sviluppatosi in cono piroclastico a sud-ovest di Nicolosi[10]. Il progetto DANTE esclude dalla lista l'esistenza dell'evento naturale[6];
- Eruzione dell'Etna del 560 a.C. (circa) - Riferita da Tucidide[11];
- Eruzione dell'Etna del 500 a.C. (datate in precedenza 396 a.C., DANTE individua diverse datazioni: ≈500 a.C.^ e/o 1520-120 a.C. §§[6]) - Le lave arrivarono sino al mar Ionio, impedendo al generale cartaginese Imilcone di giungere a Catania da Naxos. Il campo lavico è quello corrispondente all'abitato di Santa Tecla e proruppe dal Monte Gorna come riferisce Diodoro Siculo[6][7][12];
- Eruzione dell'Etna del 479 a.C. - Riferita da fonti antiche[13]. Probabilmente corrisponde a un campo lavico individuato avente origine dal Monte Arso[12]. Successivamente, però, il database DANTE esclude l'evento tra le possibili eruzioni[6];
- Eruzione dell'Etna del 425 a.C. - Riferita da fonti antiche, come Tucidide[14] ed Eschilo[15]. A questa, o a una delle precedenti eruzioni citate nelle fonti storiche, è collegata la "Leggenda dei Fratelli Pii" (Anfinomo e Anapia). Escluso ora (2025) da Dante[6];
- Eruzione dell'Etna del 150 a.C. (o per la precisione 150 a.C.^ ±200[6], mentre precedentemente erano databili al 140, 135, 126 a.C.) – riferite da Julius Obsequens; dalle ultime due potrebbe essere scaturita la formazione dei coni di Mompileri e di Salto del Cane[12]. La datazione è stabilita ora da Dante[6];
- Eruzione dell'Etna del 122 a.C. - Secondo alcuni autori durò dal 122 al 121 a.C., secondo altri dal 123 al 122 a.C.; l'eruzione fu di tipo pliniano. Durante l'eruzione una grande quantità di prodotti piroclastici, cenere e lapilli, coprì il versante sud-orientale del vulcano causando notevoli danni all'antica città di Catania[16]. La città venne esonerata per dieci anni dal pagamento delle tasse;
- Eruzione dell'Etna del 49 a.C. - Evento esplosivo e colata sul fianco occidentale[12]. Esclusa dal progetto Dante[6];
- Eruzione dell'Etna del 44 a.C. - Forte evento esplosivo dal cratere sommitale; secondo le fonti storiche i prodotti piroclastici emessi si depositarono fino a Reggio Calabria. Secondo Virgilio anche colate laviche[12]. Esclusa dal progetto Dante[6];
- Eruzione dell'Etna del 36 a.C. - secondo Appiano di Alessandria[12]. Esclusa dal progetto Dante[6];
- Eruzione dell'Etna del 32 a.C. - secondo Dione Cassio[12]. Esclusa dal progetto Dante[6];
- Eruzione dell'Etna del 252 - L'eruzione ebbe origine dal Monpeloso e interessò il territorio di Nicolosi e Mascalucia fermandosi alla quota di 450 m s.l.m.[17]. Secondo gli Acta Sanctorum, uno dei miracoli di Sant'Agata, postumo, fu quello di fermare l'eruzione con il velo sindonico l'anno dopo la morte della Santa[18]; secondo tale tradizione la lava venne fermata alle porte della città, secondo alcuni autori presso l'Anfiteatro raggiunto, ma non distrutto. Tuttavia negli Acta Sanctorum è chiaramente espresso che "il fiume di fuoco" correva in direzione di Catania, senza specificare dove concludesse la sua corsa: l'invenzione dell'Anfiteatro appare solo dalla fine del XIX secolo, mal interpretando i passi dal latino degli scritti bollandeschi. Il progetto Dante data ora l'eruzione: 300±100^ a. C. e/o 90–391 § d.C.[6].

Nel periodo tra la fine dell'Impero romano e l'anno 1000 la ricerca ha permesso di individuare diverse colate, non riferite da fonti storiche la cui datazione (con un margine di errore di ± 50) è indicata negli anni 350 e 450 sul versante sud-orientale a bassa quota (San Giovanni la Punta e Sant'Alfio); sul versante occidentale, negli anni 250, 350, 450 (Bronte). Eruzioni di rilievo, almeno 4, sul versante meridionale e orientale tra il 500 e il 700. Tra il 1000 e il 1330 eruzioni laterali a quote basse su tutti i versanti con formazione del Monte Sona e del Monte Ilice con colata fino alla costa ionica (Stazzo, frazione di Acireale).

#### Nuove eruzioni: 350 / 1000 d.C.
Il progetto D.A.N.T.E. del 2025 ha proseguito lo studio di sopra ed ha elencato 14 eruzioni:
- Eruzione dell'Albero Bianco (ab), databile 350±100^ d.C.; fianco ovest del vulcano; non più rintracciabile ("sepolta"). Note: lava, ormai in gran parte nascosta, scende fino a toccare i 1590 metri di altitudine
- Eruzione di SG La Punta (quadrato), databile 350±50^ d.C.; fianco sud; non più rintracciabile ("sepolta"). Note: una vasta colata lavica, parzialmente celata, scende fino a 310 m s.l.m. nel tratto compreso tra l'attuale territorio di San Giovanni La Punta e quello di Aci Sant'Antonio.
- Eruzione di P.zza S. Alfio (io), databile 450±40^ d.C. / 90–501 § d.C.; fianco sud; non più rintracciabile ("sepolta"). Note: una zona di lava scende fino a 450 metri di altitudine vicino al territorio di Trecastagni ed oggi è in parte coperta.
- Eruzione di Bronte (non), databile 450±50^; fianco ovest; non più rintracciabile ("sepolta"). Nota: la lava, oggi quasi del tutto ricoperta, raggiunse il Simeto, vicino al territorio di Bronte.
- Eruzione della Fossa della Nave (ty),  databile 500±50^ d.C.; fianco sud. Note: Una spaccatura vulcanica, originatasi dall'unione di minuscoli accumuli di materiale piroclastico, si trova a un'altitudine compresa tra i 1650 e i 1700 metri sul livello del mare. Questa struttura è ora celata sotto il flusso lavico che si è riversato nel 1983. Da tale fessura si è propagata una modesta colata lavica in direzione meridionale, arrivando a lambire e quasi a sovrapporsi alla parte superiore del Monte Manfrè, all'interno del territorio di Belpasso.
- Eruzione dei Due Monti (mandato in causa), databile 500±50° d.C., fianco nord-est; non più rintracciabile ("sepolta"). Note: si estende un'ampia colata lavica, parzialmente celata, fino a una quota minima di 460 metri sopra il livello del mare, a monte dell'attuale perimetro di Piedimonte Etneo.
- Eruzione del Monte Solfizio (fs), datab. 550±50^ / 522–914 § d.C., fianco SE. Note: sul versante meridionale della Valle del Bove si aprì una fessura eruttiva, in corrispondenza di un modesto cono di scorie denominato Monte Solfizio, localizzato a 1800 metri slm. Da questa apertura si è originata una estesa colata lavica che si spinse fino a circa 300 metri di altitudine, nei pressi dell'attuale località di Linera. La massima estensione longitudinale di questa colata lavica misura 10,3 chilometri.
- Eruzione Primoti (9),  datab. 700±50^, fianco SE, "sepolta". Note: la colata lavica, quasi del tutto ricoperta, è arrivata fino a un'altitudine di 350 metri slm, nei pressi dell'odierna Santa Venerina.
- Eruzione della Gallinara (gx), datab. 700±80^ d.C., fianco sud, "sepolta". Note: la lava, quasi del tutto coperta, scese fino a 750 slm, vicino a Nicolosi.
- Eruzione del Millicucco (ml), datab. 700±100° d.C., fianco NE, "sepolta". Note: la vasta colata lavica, in parte ricoperta, arrivò fino a 450 metri slm, più su di Piedimonte Etneo.
- Eruzione di Casa Scandurra (sì), datab. 850±40°, fianco SE. Note: la fessura eruttiva creò piccoli rilievi di scorie a 1800 m sul versante sud della Valle del Bove. Una lunga colata lavica, quasi tutta ricoperta oggi, arrivò a 700 m vicino a Fleri.
- Eruzione di Serra del Monte (il), datab. 950±50^ d. C., fianco nord-ovest, sepolto. Note: la lava scese fino a 1200 m sopra Maletto.
- Eruzione di Murazzo Rotto (verso), datab. 950±30^ / 916–995 §, fianco nord-ovest. Note: la spaccatura eruttiva, disposta da nord-nordovest a sud-sudest, presenta un piccolo cono di scorie a 1550 m e un rilievo di scorie a 1450 metri. Una vasta e lunga colata lavica arriva all'Alcantara vicino a Randazzo, creando la diga principale del letto del fiume e il lago Gurrida. La colata è lunga 9,5 km.
- Eruzione di Monte Rinatu (ri) / N13 tefra, datab. 1000±50^, fianco NE. Note: la spaccatura eruttiva comprende un grande cono di scorie (Monte Rinatu) a 1600 m e un rilievo di scorie sul lato nord interno della Valle del Bove. Una corta colata lavica lungo il torrente Pietracannone scende fino a 1000 m. La colata è lunga 3,7 km. L'eruzione ha generato anche scorie di discreta qualità.
- Eruzione di Monte Sona (OH), datab. 1000±50^ / 936–1056 §, fianco sud-ovest. Note: la spaccatura eruttiva, disposta da nord-nordest a sud-sudovest, presenta rilievi di scorie a 1250 m sul versante sud del Monte Sona. La lunga colata lavica giunse a 275 m vicino a Paternò. La colata è lunga 11,4 km.

### Eruzioni tra il XII secolo e il XV secolo
- Eruzione dell'Etna del 1169 - L'eruzione scoppiò violentissima nei primi giorni di febbraio. Nel cataclisma la parte orientale della cima dell'Etna, secondo il cronista medievale Ugo Falcando, sprofondò e le lave arrivarono fino in mare, tradizionalmente passando a ponente del Castello di Aci (l'attuale Aci Castello)[7], in realtà secondo le indagini geologiche e le datazioni al radiocarbonio giunse a mare più a sud, coprendo l'antico Porto Ulisse (quello del quartiere costiero catanese di Ognina) e seppellendo il fiume Longane (che diede appunto il nome al quartiere) proprio fino a dove sfociava. Originatasi dai Monti Arsi di Santa Maria, fra Tremestieri Etneo, Gravina di Catania e Mascalucia a 450-350 metri di quota, estendendosi per oltre 8 km verso est[20];
- Eruzione dell'Etna del 1285 — Secondo il cronista Niccolò Speciale fu preceduta da un violento terremoto; le lave uscite fuori dal lato orientale divise in molti rami circondarono l'eremo bizantino di Santo Stefano e devastarono una grande estesa di campagne; il vulcanologo del Settecento padre Giuseppe Recupero opina tra Dagala del Re e Bongiardo (entrambe frazioni di Santa Venerina)[7]; mentre il geologo ottocentesco Wolfgang Sartorius von Waltershausen la mappò nella sua carta[17];
- Eruzione dell'Etna del 1329 - Secondo Niccolò Speciale ebbe inizio il 28 giugno con un fortissimo terremoto; una parte della colata invase il territorio di Mascali mentre l'altra si spinse a nord di Acireale; una terza colata minacciò Catania[7];
- Eruzione dell'Etna del 1381 - Secondo fonti antiche raggiunse Catania coprendo anche questa il Porto Ulisse e seppellendo il fiume Longane[7]. In realtà questa colata non è stata ancora identificata, probabilmente perché sepolta da altre colate successive mentre il percorso tradizionalmente indicato collima con quello datato al 1169[20];
- Eruzione dell'Etna del 1408 - Investì Pedara, Trecastagni e Viagrande;
- Eruzione dell'Etna del 1444 - Secondo le fonti avvenne il crollo della vetta del vulcano e la colata minacciò Catania, passando per gli attuali comuni di San Giovanni la Punta e Sant'Agata li Battiati; le lave tuttavia non sono identificabili probabilmente perché sepolte da altre successive[17].

### Eruzioni tra il XVI secolo e il XVII secolo

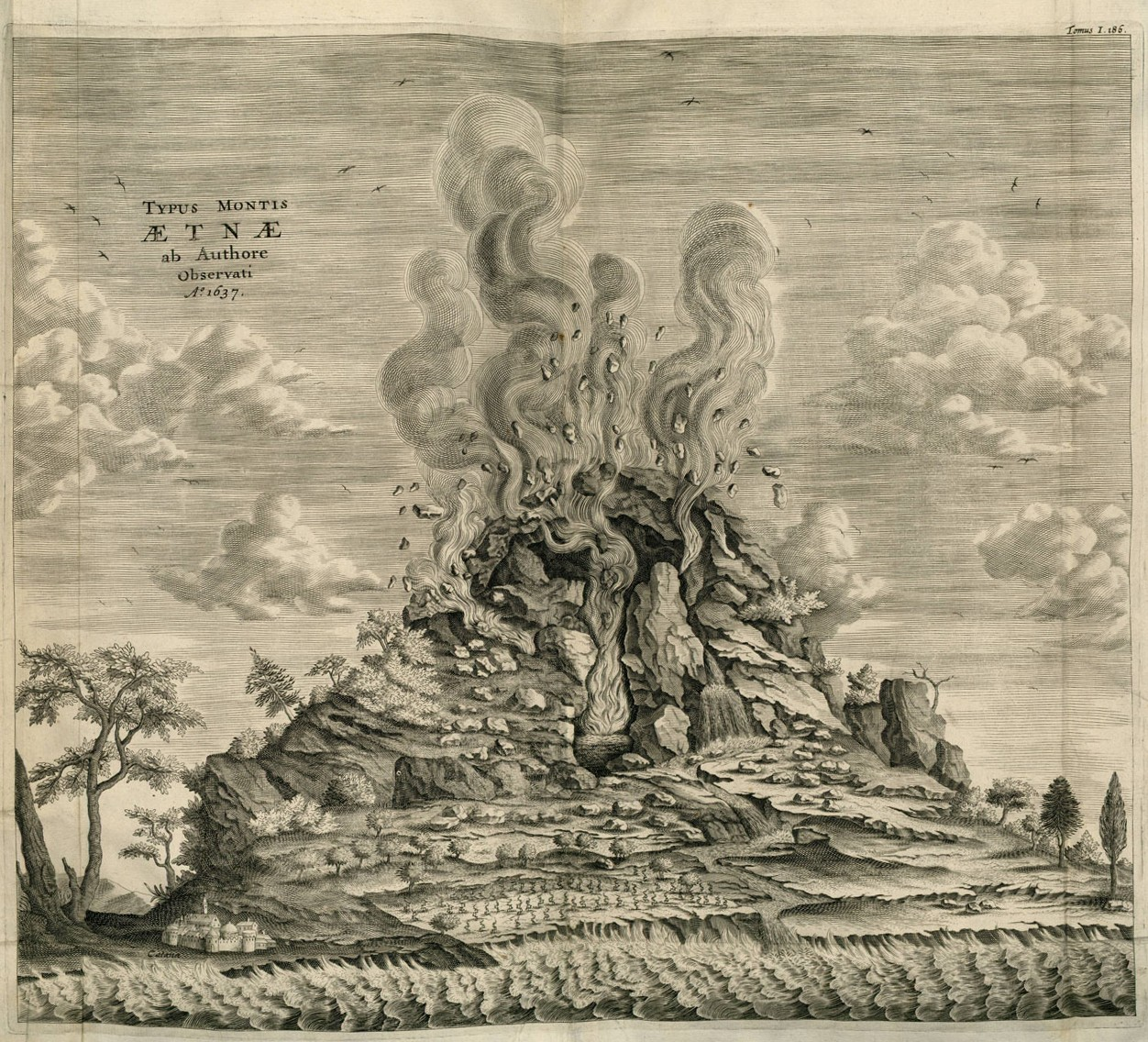
Rappresentazione grafica di un'eruzione vista da Athanasius Kircher riprodotta nel 1664

- Eruzione dell'Etna del 1536-1537 — Sia le cronache del tempo sia Tommaso Fazello, testimone diretto, la descrivono come tra le più violente. Le lave proruppero dal cono principale il 22 marzo; il 25 avvenne un enorme squarcio nell'alta regione boschiva a libeccio del cono e da molte bocche venne un torrente di fuoco che si divise in tre rami: uno verso Nicolosi distrusse il tempio di San Leone, un secondo avanzò verso Valcorrente, un terzo verso Paternò[7];
- Eruzione dell'Etna del 1556 - La lava proruppe da una fenditura apertasi, a nord, nella zona di Selletta di Collabaxia e si fermò poco a nord di Passopisciaro[17];
- Eruzione dell'Etna del 1556 - (sull'anno esatto non c'è però concordanza delle cronache) detta di Sant'Egidio, interessa il versante nord-est. Sulla lava fredda sorse l'abitato di Linguaglossa[21];
- Eruzione dell'Etna del 1579-1580 - Le scarne fonti indicano forte attività esplosiva e colata verso Acireale, danno alle aree coltivate; non individuata nelle ricerche stratigrafiche e radiometriche[17];
- Eruzione dell'Etna del 1603 attività persistente dal cratere sommitale proseguita negli anni successivi con tracimazioni laviche[17];
- Eruzione dell'Etna del 1607 - Il 28 giugno si aprì una fenditura a Nord-Ovest nei pressi di Monte Spagnolo con una colata di circa 3 miglia[17].Si forma la Grotta degli archi nel territorio di Nicolosi[senza fonte];
- Eruzione dell'Etna del 1610 - Tra il 6 febbraio 1610 e la fine del mese di agosto dello stesso anno due distinte colate di lava minacciarono da presso Adernò[17] (oggi Adrano);
- Eruzione dell'Etna del 1614-1624 - L'eruzione più lunga del periodo storico avvenne sul versante settentrionale del vulcano formando il vasto campo lavico denominato "Sciara del Follone". Il fenomeno durò ben dieci anni[17] ed emise oltre un miliardo di metri cubi di lava, coprendo 21 chilometri quadrati di superficie; le colate ebbero origine a quota 2550 m e presentarono la caratteristica particolare di ingrottarsi ed emergere poi molto più a valle fino alla quota di 975 m s.l.m., al di sopra comunque dei centri abitati. Lo svuotamento dei condotti di ingrottamento originò tutta una serie di grotte laviche, oggi visitabili, come la Grotta del Gelo e la Grotta dei Lamponi[senza fonte];
- Eruzione dell'Etna del 1634-1636 - la colata lavica emessa dal versante meridionale della Valle del Bove distrusse aree boschive e coltivazioni a vigneto tra Zafferana e Fleri[17].
- Eruzione dell'Etna del 1643 - breve colata sul lato settentrionale (non più individuabile)[17];
- Eruzione dell'Etna del 1646 - notevole eruzione laterale sul lato Nord-Est che formò il cono eruttivo di Monte Nero[17];
- Eruzione dell'Etna del 1651 - grande eruzione laterale sul fianco occidentale; formazione del vasto campo lavico detto "Sciara di Sant'Antonio". Danneggiò coltivazioni e parte dell'abitato di Bronte[17]. Iniziata a febbraio, l'eruzione ebbe una durata di circa tre anni con successive colate che si sovrapposero per oltre 12 chilometri e per la larghezza media dì 3 km[7];

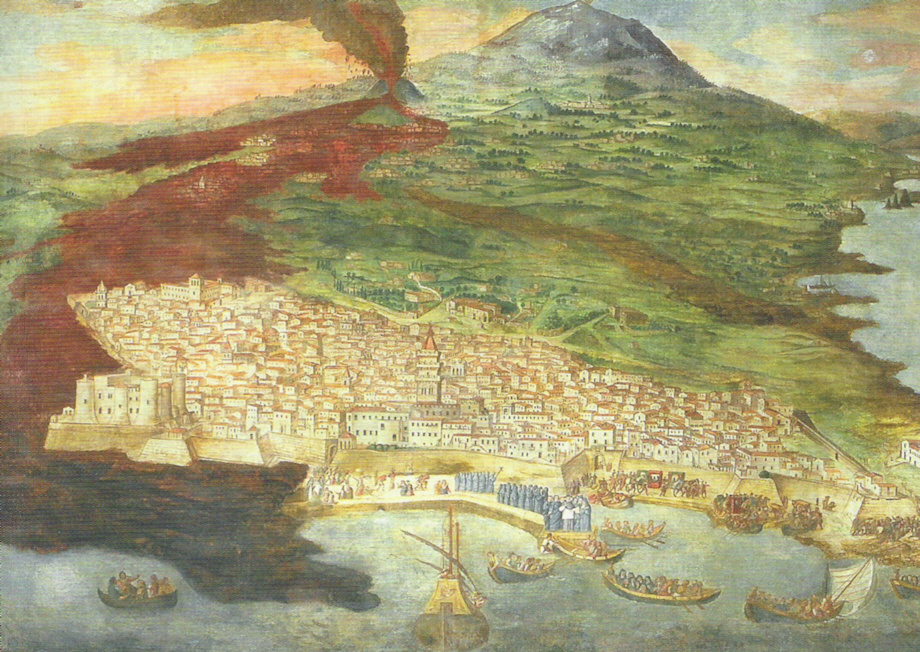
L'eruzione del 1669 nel dipinto di Giacinto Platania nella sacrestia della Cattedrale

- Eruzione dell'Etna del 1669 - Originatasi presso i Monti Rossi, a nord di Nicolosi. Durante questa eruzione la lava raggiunse Catania, intercettò a occidente il fiume Amenano (con il Lago di Nicito, che fu colmato) e, tornando a seguire questo fiume oggi in gran parte sepolto, costeggiò il lato meridionale delle Mura di Carlo V, arrivando oltre il Castello Ursino (realizzato dagli Svevi a ridosso del mare e il cui fossato fu riempito dalla colata), e creando oltre un chilometro di nuova terraferma, sulla quale vi si costruiranno quartieri come San Cristoforo e Angeli Custodi. L'eruzione fu annunciata da un fortissimo boato e da un terremoto che l’11 marzo distrusse Belpasso (ai tempi chiamata Malpasso) e Nicolosi; inoltre danneggiò Trecastagni, Pedara, Mascalucia e Gravina. Poi si aprì un'enorme fenditura a partire dalla zona sommitale e, sopra Nicolosi, partì l'emissione di un'enorme quantità di lava estremamente fluida e quindi molto veloce. Il gigantesco fronte lavico avanzò inesorabilmente seppellendo Malpasso, Mompilieri, Camporotondo, San Pietro, San Giovanni Galermo (oggi frazione di Catania) e Misterbianco oltre ad altri casali minori dirigendosi verso il mare. A seguito dell'eruzione si formarono i due coni piroclastici che oggi sono denominati "Monti Rossi", a NO del centro urbano di Nicolosi. L'eruzione durò 122 giorni ed emise un volume di lava di circa 960 milioni di metri cubi producendo un campo lavico di 40 km² con una lunghezza massima di 17 km[17];
- Eruzioni dell'Etna del 1682, 1689, 1702 - eruzioni laterali nella Valle del Bove[17];

### Eruzioni nel XVIII secolo

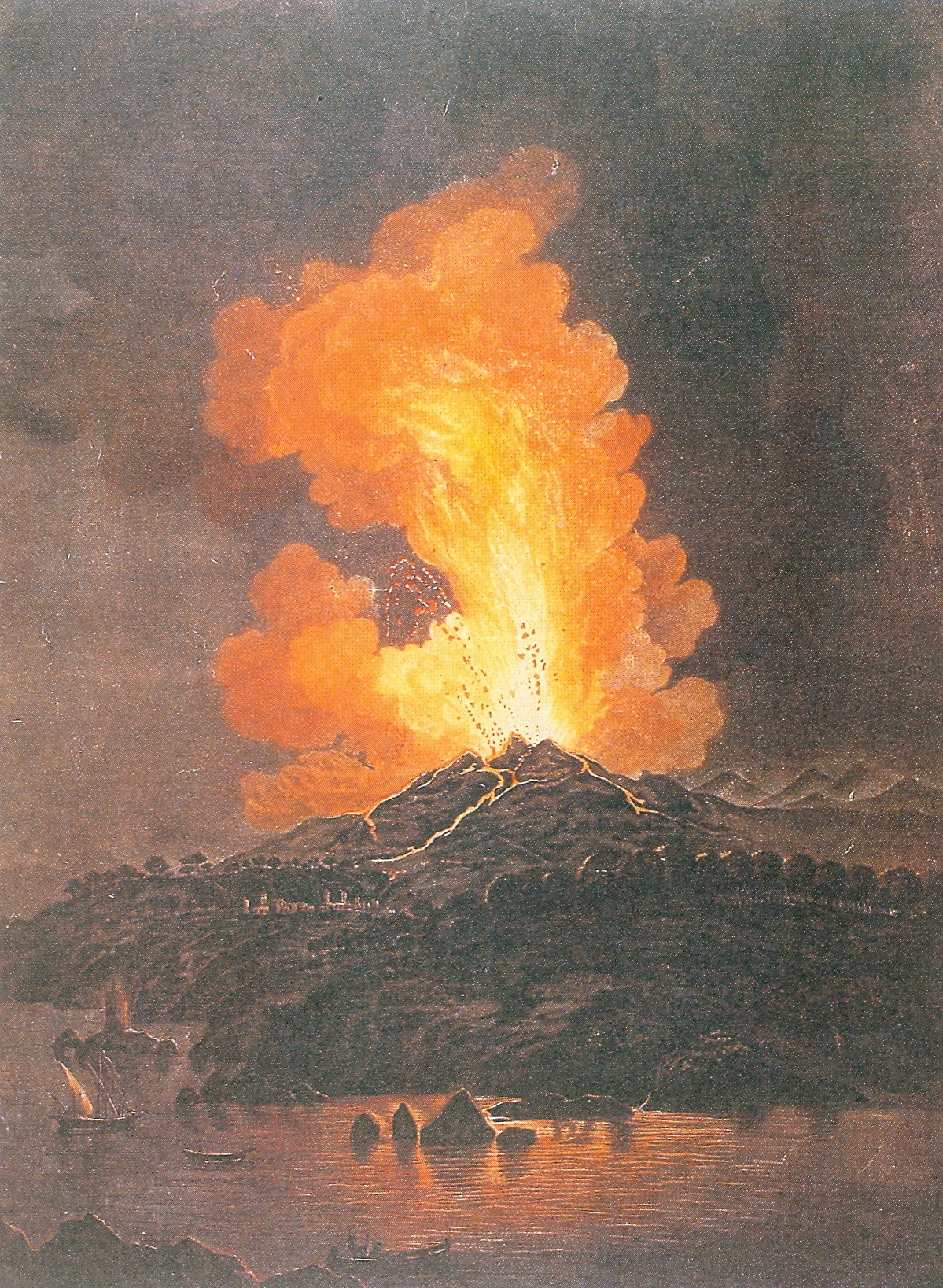
L'eruzione dell'Etna del 1766, in una stampa di Alessandro D'Anna

- Eruzione dell'Etna del 1723 - attività sommitale con trabocchi di lava[22];
- Eruzione dell'Etna del 1755 - frattura eruttiva con lahar nella Valle del Bove[22];
- Eruzione dell'Etna del 1763 - due eruzioni, rispettivamente, dal Monte Nuovo in febbraio e dalla Montagnola a giugno[22];
- Eruzione dell'Etna del 1764-1765 - riportata da una fonte: lunga eruzione sul fianco di settentrione[22]
- Eruzione dell'Etna del 1766 - notevole eruzione verso sud[22];
- Eruzione dell'Etna del 1780 - notevole eruzione verso sud[22];
- Eruzione dell'Etna del 1787 - attività esplosiva e fontana di lava con colonna eruttiva alta circa 3 km dal cratere centrale[22];
- Eruzione dell'Etna del 1792-1793 - originatasi a sud est con notevole campo lavico il cui fronte giunse a minacciare Zafferana Etnea[22]. Le bocche vulcaniche si aprirono sia dentro sia fuori la Valle del Bove. La lava fuoriuscì anche dai crateri sommitali dirigendosi verso Adrano, rimanendo però in alta quota[23].

### Eruzioni del XIX secolo

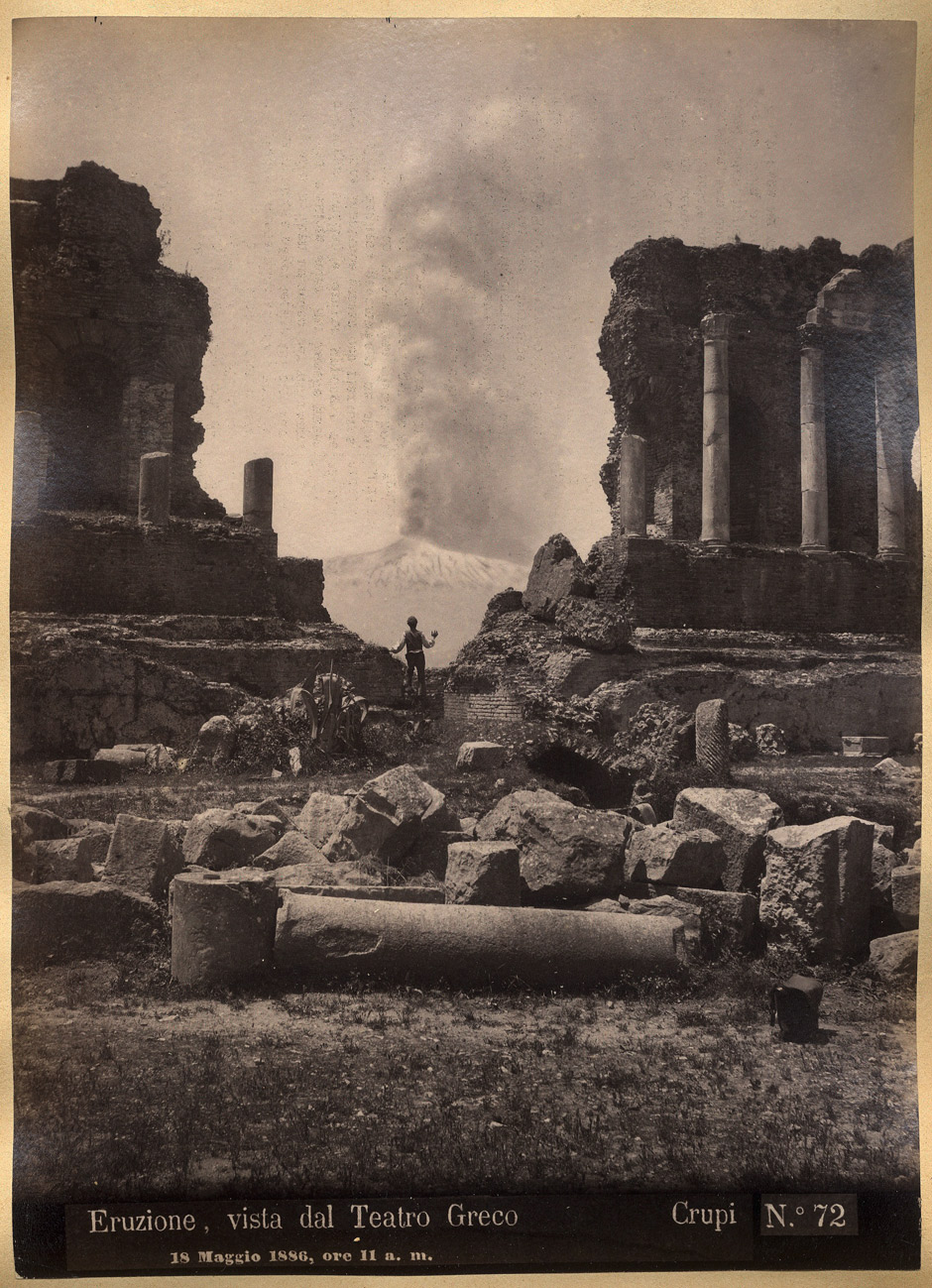
18 maggio 1886; alta colonna di ceneri vulcaniche fotografata da Taormina

- Eruzione dell'Etna del 1800 - viene citata da Carlo Gemmellaro, il quale dà solamente la notizia di una grande esplosione nel cratere centrale;
- Eruzione dell'Etna del 1802 - colate nella Valle del Bove[22]
- Eruzione dell'Etna del 1809 - colata sul versante nord[22]. In 14 giorni la lava percorse 7 chilometri[24];
- Eruzione dell'Etna del 1811 -[22] l'eruzione durò fino al 1812; originò il Monte Simone nel settore N-NO della Valle del Bove[23].
- Eruzione dell'Etna del 1819 - La mattina del 28 maggio si aprirono 4 bocche eruttive in corrispondenza della Sciara del Filosofo da cui proruppe un gran quantitativo di cenere a forma di pino e lava. Si aprirono successivamente altre bocche dalle quali continuò l'emissione di lava raggiungendo la Val Calanna.[25] L'eruzione ebbe termine il 1º agosto[26].
- Eruzione dell'Etna del 1832 - forte eruzione laterale sul fianco occidentale; minacciò Bronte[22].
- Eruzione dell'Etna del 1843 - violenta eruzione sul fianco occidentale che minacciò da vicino Bronte[22]. Il 25 novembre, a causa di un'esplosione freatica, vennero colpite una settantina di persone delle quali persero la vita almeno 36[27].
- Eruzione dell'Etna del 1852 - La colata lavica, che formò l'apparato eruttivo dei Monti Centenari, nella Valle del Bove[23], minacciò l'abitato di Zafferana Etnea[22];
- Eruzione dell'Etna del 1865 -[22] nascita dei monti Sartorius, la lava minaccia Vena[28];
- Eruzione dell'Etna del 1874 - eruzione dal versante settentrionale[22];
- Eruzione dell'Etna del 1879 - eruzione da due versanti, a SO e a NE[29]; minacciato da quest'ultima il fiume Alcantara;
- Eruzione dell'Etna del 1883 - fenditura con eruzione lavica di tre giorni da fianco sud e a bassa quota[22]; formazione di Monte Leone[23];
- Eruzione dell'Etna del 1886 - dalla fenditura del 1883 a quota 1400 m viene emesso un vasto campo lavico che minaccia seriamente Nicolosi, evacuata prudenzialmente[22];
- Eruzione dell'Etna del 1892 - originata da una fenditura a circa 1 900 m di quota[22] ebbe una durata di circa 6 mesi; formazione dei Monti Silvestri[23];
- Eruzione dell'Etna del 1896;
- Eruzione dell'Etna del 1899 - Interessò il cratere centrale. L'osservatorio astronomico subì gravi danni.

### Eruzioni del XX secolo

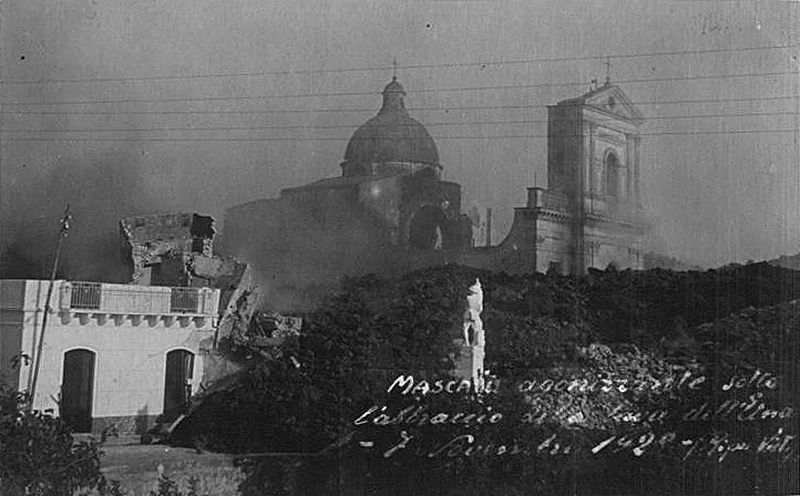
Il comune di Mascali, rovinato dalla lava emessa dall'Etna nel 1928

- Eruzione dell'Etna del 1910 - In cui si formano i Monti Riccò, la lava minaccia Belpasso;
- Eruzione dell'Etna del 1911 - Localizzata sui crateri sommitali, caratterizzata da una forte attività stromboliana. Nasce il Cratere di Nord-Est. La lava sfiora il villaggio di Solicchiata, nel comune di Castiglione di Sicilia, in località Imboscamento[30];
- Eruzione dell'Etna del 1923 - Tra il 17 e il 29 giugno la lava coprì circa 3 km² di terreno coltivato a vigneto e noccioli, distrusse la stazione ferroviaria di Castiglione di Sicilia della ferrovia Circumetnea, le case di Cerro e parte del villaggio Catena (frazione di Linguaglossa)[31][32];
- Eruzione dell'Etna del 1928 - Il 2 novembre si apre una frattura sotto il cratere centrale; il 3 novembre si attiva una seconda frattura da cui viene emessa una colata che si riversa in una zona disabitata; il 5 novembre una terza frattura si apre sopra Ripa della Naca. Da qui viene emessa una colata lavica che il 6 novembre taglia la ferrovia Circumetnea e il 7 novembre raggiunge e distrugge Mascali in pochi giorni. La colata fuoriuscì da diverse bocche laterali sul versante orientale del vulcano e minacciò anche Sant'Alfio e Nunziata. L'eruzione termina il 20 novembre dopo che il fronte lavico più avanzato ha raggiunto quota 25 metri sul livello del mare. In quei giorni di panico dovuto all'avanzare della lava verso le abitazioni due persone perdono la vita[33];
- Eruzione dell'Etna del 1942 - Colata lavica in direzione SO[34];
- Eruzione dell'Etna del 1947 - Colate sul versante settentrionale[34] nei comuni di Castiglione di Sicilia e Randazzo;
- Eruzione dell'Etna del 1949 - Versamenti sui crateri sommitali in varie direzioni[34] ;
- Eruzione dell'Etna del 1950-1951 - Eruzione a nord di Milo: durò 372 giorni da quota 2 800 e 2 250 m s.l.m. est. Minaccia ai centri di Milo e Zafferana Etnea. Produsse 171 milioni di m³ di materiale effusivo[35];
- Eruzione dell'Etna del 1955 - Con origine dal cratere di nord-est;
- Eruzione dell'Etna del 1957-1958 - Originatasi dal cratere di nord est;
- Eruzione dell'Etna del 1960-1961 - Eruzione dal cratere centrale e dal cratere di nord-est;
- Eruzione dell'Etna del 1961-1964 - Eruzione dal cratere centrale e dal cratere di nord-est;
- Eruzione dell'Etna del 1966-1967 - Eruzione dal cratere centrale e dal cratere di nord-est;
- Eruzione dell'Etna del 1971 - Dal 5 aprile al 7 maggio[36] diverse bocche intorno a quota 3 050 da una voragine dalla quale l'emissione di prodotti piroclastici formò il cono sub-terminale di Sud-est. Vennero distrutti l'osservatorio vulcanologico e la Funivia dell'Etna. Dal 7 maggio al 12 giugno, 7 fessure da quota 2 800 m a quota 1 800 m nella valle del Leone. La colata che partì dalla quota più bassa, appena sopra il rifugio Citelli, spinse un imponente fronte lavico fino ai margini dell'abitato di Fornazzo (Milo). Nasce il cratere di Sud-Est;
- Eruzione dell'Etna del 1974 - Originatasi lungo il versante Ovest, ha formato i Monti De Fiore[36][37];
- Eruzione dell'Etna del 1975-1976;
- Eruzione dell'Etna del 1979 - Dal cratere di sud-est. Caratterizzata da fenomeni esplosivo-effusivi al cratere subterminale di sud-est e con lave che dalla Valle del Bove arrivano a minacciare Fornazzo. Nove morti e trenta feriti per un'improvvisa esplosione di massi presso la voragine ovest del cratere centrale[36];

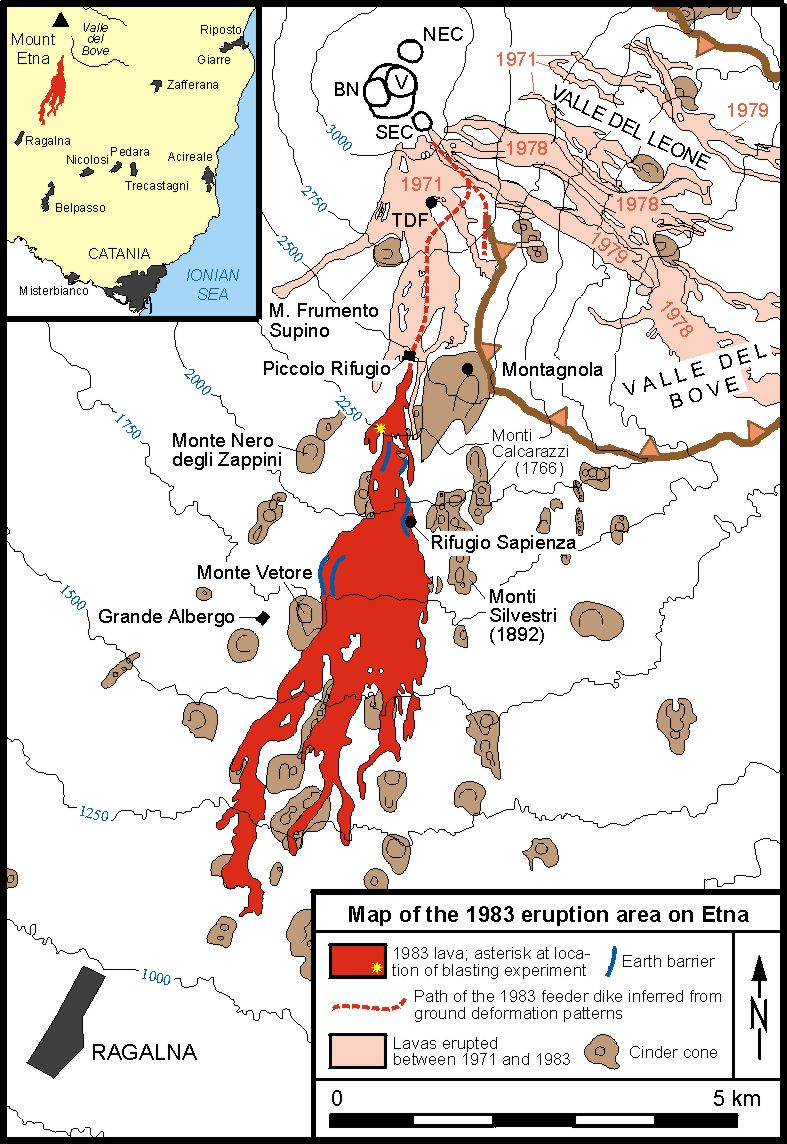
Mappa dell'area interessata dall'eruzione dell'Etna del 1983 (elaborazione di Boris Behncke)

- Eruzione dell'Etna del 1981[36] - L'eruzione di Randazzo ebbe inizio il 17 marzo e si rivelò minacciosa: in poche ore si aprirono fenditure da quota 2 625 via via fino a 1 115. Le lave emesse, molto fluide, raggiunsero e tagliarono la Ferrovia Circumetnea; un braccio si arrestò circa 2 000 metri prima di Randazzo. Il fronte lavico tagliò la strada provinciale e la Ferrovia Taormina-Alcantara-Randazzo delle Ferrovie dello Stato, proseguendo fino alle sponde del fiume Alcantara. Si temette un disastro ecologico per la pittoresca e fertile vallata, ma la colata si arrestò alla quota di 600 m;
- Eruzione dell'Etna del 1983 - Dura 131 giorni e distrugge gli impianti sportivi, la funivia dell'Etna, vari ristoranti e attività commerciali oltre che lunghi tratti della S.P. 92. È nota anche per il primo tentativo al mondo di deviazione per mezzo di esplosivo della colata lavica. L'eruzione si presentava abbastanza imprevedibile, con numerosi ingrottamenti ed emersioni di lava fluida a valle, che fecero temere per i centri abitati di Ragalna, Belpasso e Nicolosi. Pur tra molte polemiche, e divergenze tra gli studiosi, vennero praticati, con notevole sacrificio date le altissime temperature che arrivavano a rovinare le punte da foratura, decine e decine di fornelli per consentire agli artificieri di immettere le cariche esplosive. La colata venne parzialmente deviata ma i pareri sulla reale riuscita furono discordi. L'eruzione ebbe comunque termine entro un paio di mesi dall'intervento dopo aver prodotto circa 100 milioni di m³ di materiale lavico[38]
- Eruzione dell'Etna del 1985 - L'eruzione cominciò il 10 marzo con un violento parossismo al cratere di Sud-Est; successivamente alcune fratture si formarono sul fianco meridionale del vulcano, nella zona già interessata dalla precedente eruzione del 1983. Il 12 marzo ebbe inizio l'attività effusiva da tali fratture, nei pressi del Piccolo Rifugio[36], il quale, già gravemente danneggiato due anni prima, venne completamente distrutto. L'attività fu piuttosto modesta e caratterizzata da un basso tasso di emissione lavico: per questo motivo le colate si estesero soltanto per 2–3 km in direzione sud-ovest. L'eruzione si concluse il 13 luglio;
- Eruzione dell'Etna del 1986 - 1987 - L'eruzione cominciò il 29 ottobre 1986 con l'emissione di colate laviche e di fontane di lava nella parte settentrionale della Valle del Bove, a quota 2600 m; successivamente le fratture si estesero verso E - NE, a quote via via inferiori e l'emissione di colate avvenne da una bocca posta a quota 2 300 m (l'attuale Monte Rittmann). L'eruzione durò fino al 27 febbraio del 1987[36] e produsse un esteso campo lavico confinato nella zona settentrionale della Valle del Bove; il fronte più avanzato si arrestò a quota 1 400 m, nei pressi di Monte Fontane;
- Eruzione dell'Etna del 1989[36] - Avvenne in due fasi, tra 11 e 27 settembre dal cratere di Sud-Est e tra 27 settembre e 9 ottobre da una serie di fratture sul versante sud-orientale verso la Valle del Leone, tra 2 670 e 2 550, e sino ai 1 500 m di quota[39].
- Eruzione dell'Etna del 1991-1993[36] - Il 14 dicembre 1991 ebbe inizio la più lunga eruzione del XX secolo (473 giorni), con l'apertura di una frattura eruttiva alla base del cratere di Sud-est, a quote da 3 100 m a 2 400 m s.l.m. in direzione della Valle del Bove. L'esteso campo lavico ricoprì la zona detta del Trifoglietto e si diresse verso il Salto della Giumenta, che superò il 25 dicembre 1991 dirigendosi verso la Val Calanna. La situazione venne giudicata pericolosa per la città di Zafferana Etnea e pertanto venne messa in opera una strategia di contenimento concertata tra la Protezione civile e il Genio dell'Esercito. In venti giorni venne eretto un argine di venti metri d'altezza che, per due mesi, resse alla spinta del fronte lavico. La tecnica dell'erezione di barriere in terra per mezzo di lavoro ininterrotto di grandi ruspe ed escavatori a cucchiaio si rivelò efficace anche nel tentativo di salvataggio del rifugio Sapienza nel corso dell'eruzione 2001, ed è stata oggetto di studio da parte di équipe internazionali, tra le quali di tecnici giapponesi. Tuttavia tali azioni non furono risolutive per arrestare il fronte lavico; furono pertanto impiegati gli incursori della Marina Militare che operarono sul canale di scorrimento lavico principale, a quota 2 200 m, con impiego di cariche esplosive speciali per intercettare il flusso lavico deviandolo verso l'interno della valle del Bove allo scopo di abbassare la pressione del fronte di lava più avanzato. L'operazione, perfettamente riuscita, richiese l'utilizzo di esplosivo plastico C4 pari a 7 tonnellate e 30 cariche cave fatti esplodere in rapidissima successione.

### Eruzioni nel XXI secolo

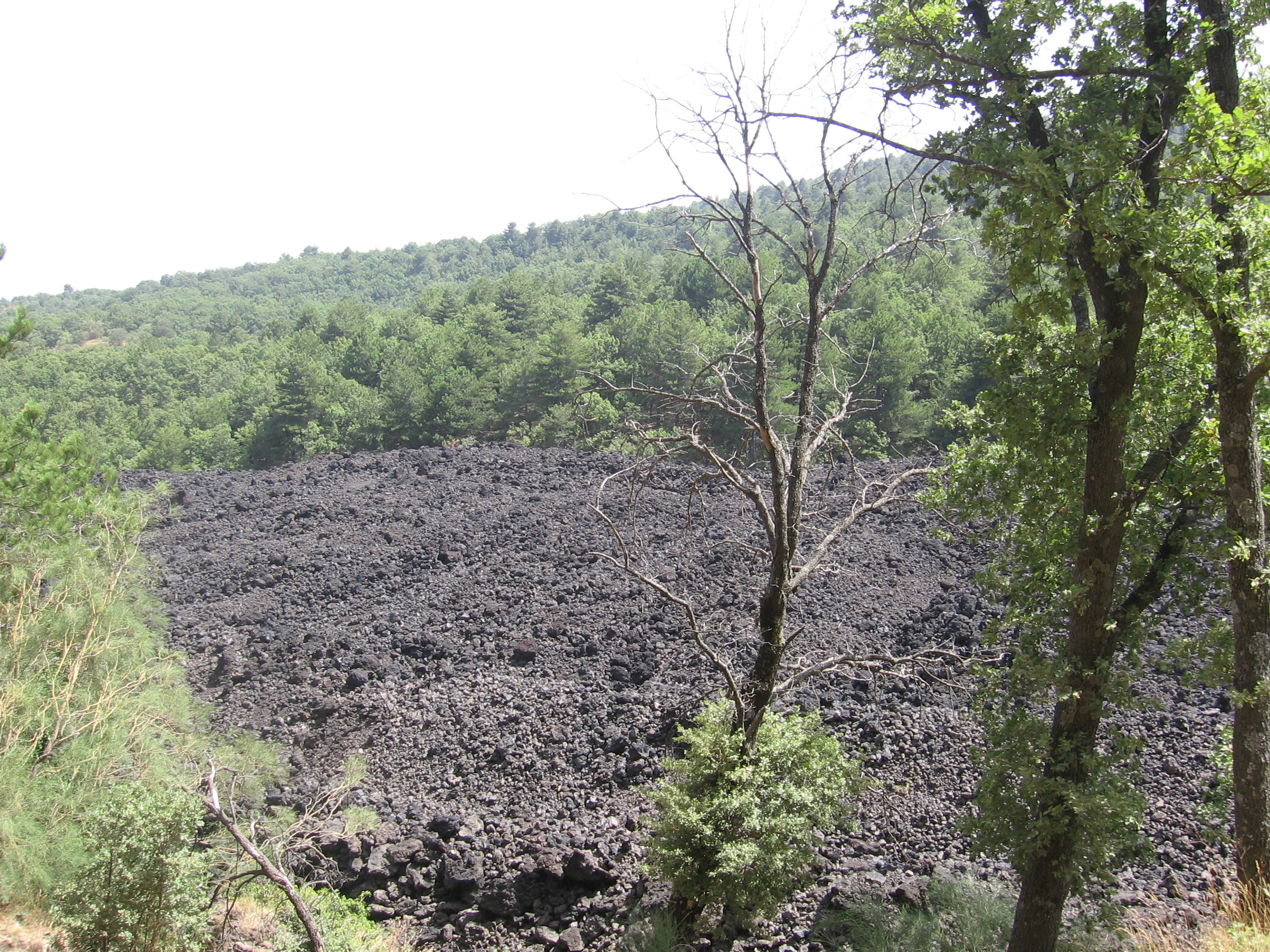
Colata lavica del 2002 a Linguaglossa

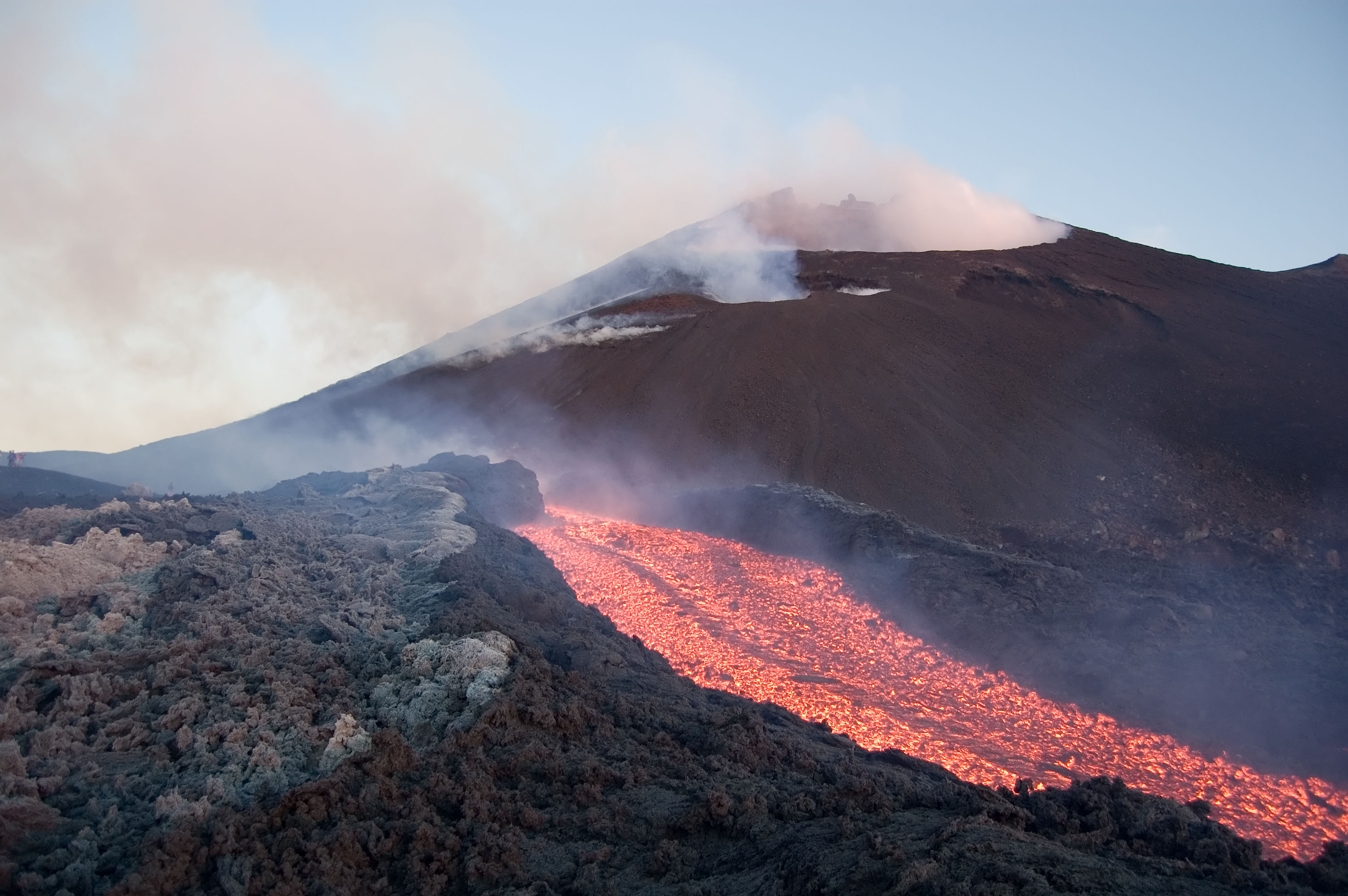
Etna, cratere di Sud-Est, eruzione del 2006

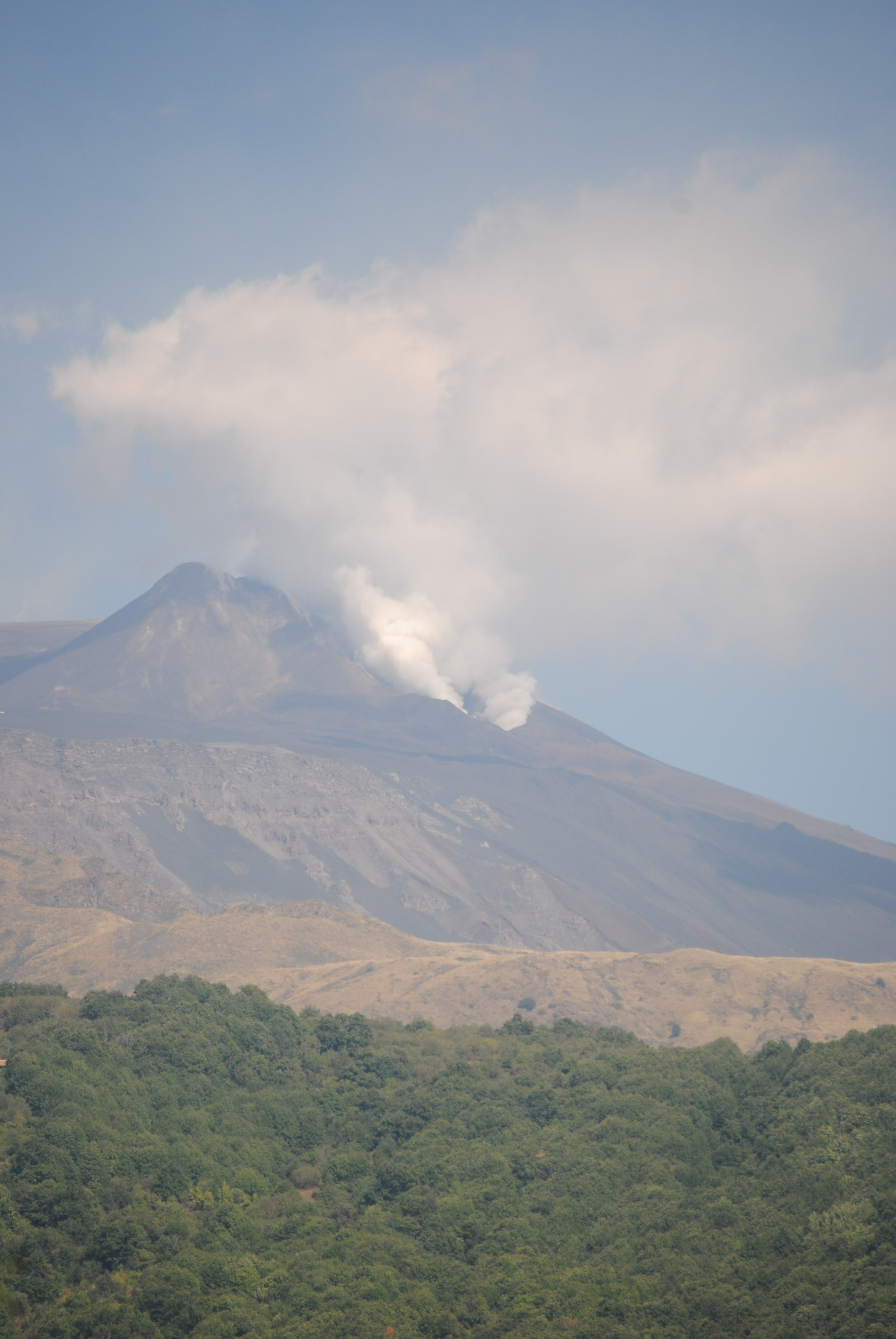
L'attività eruttiva della fine del periodo estivo del 2010 è stata percepita con una prima emissione di gas e ceneri il 25 agosto, per poi riprendere la notte del 4 settembre

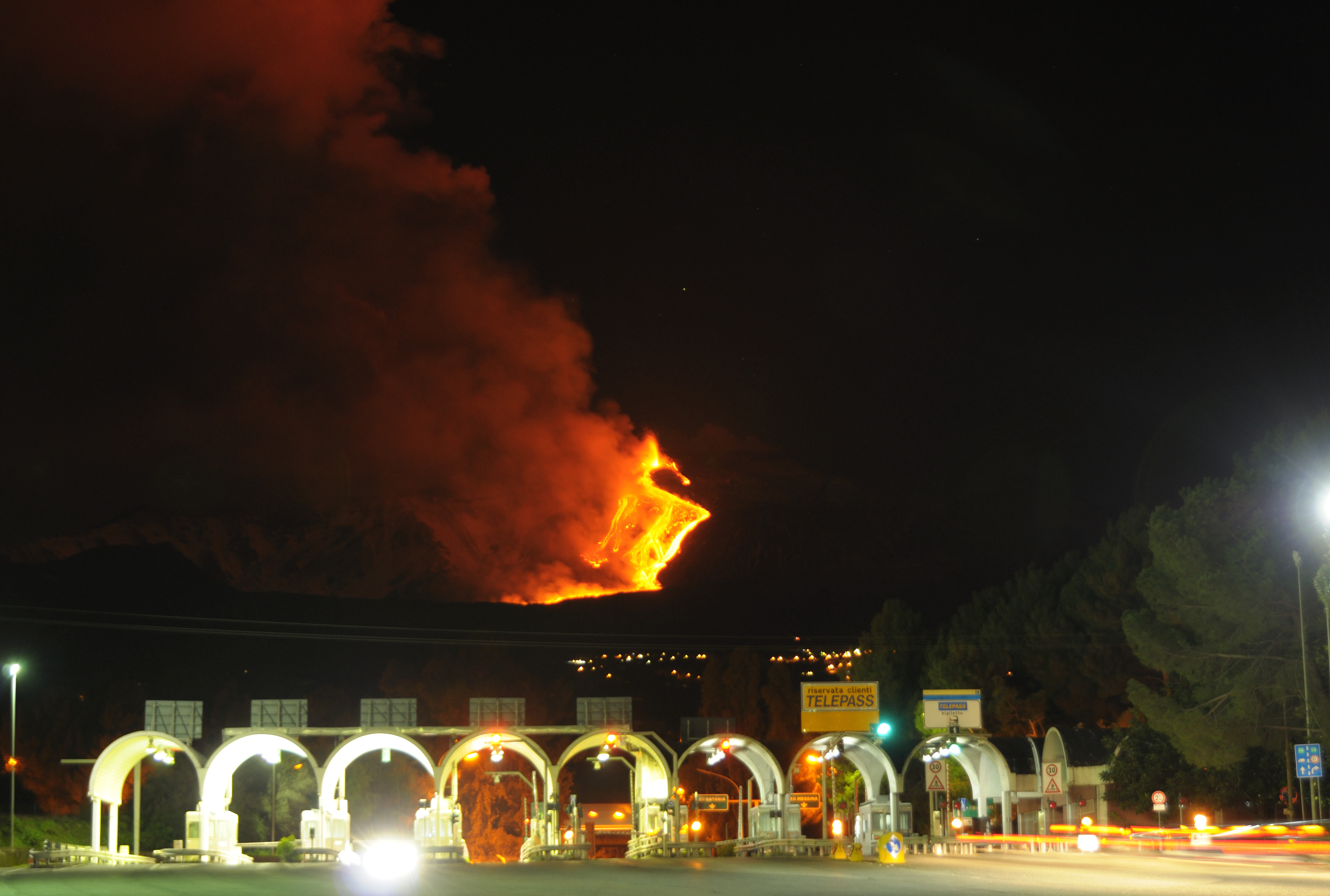
Vista del campo lavico del gennaio 2011

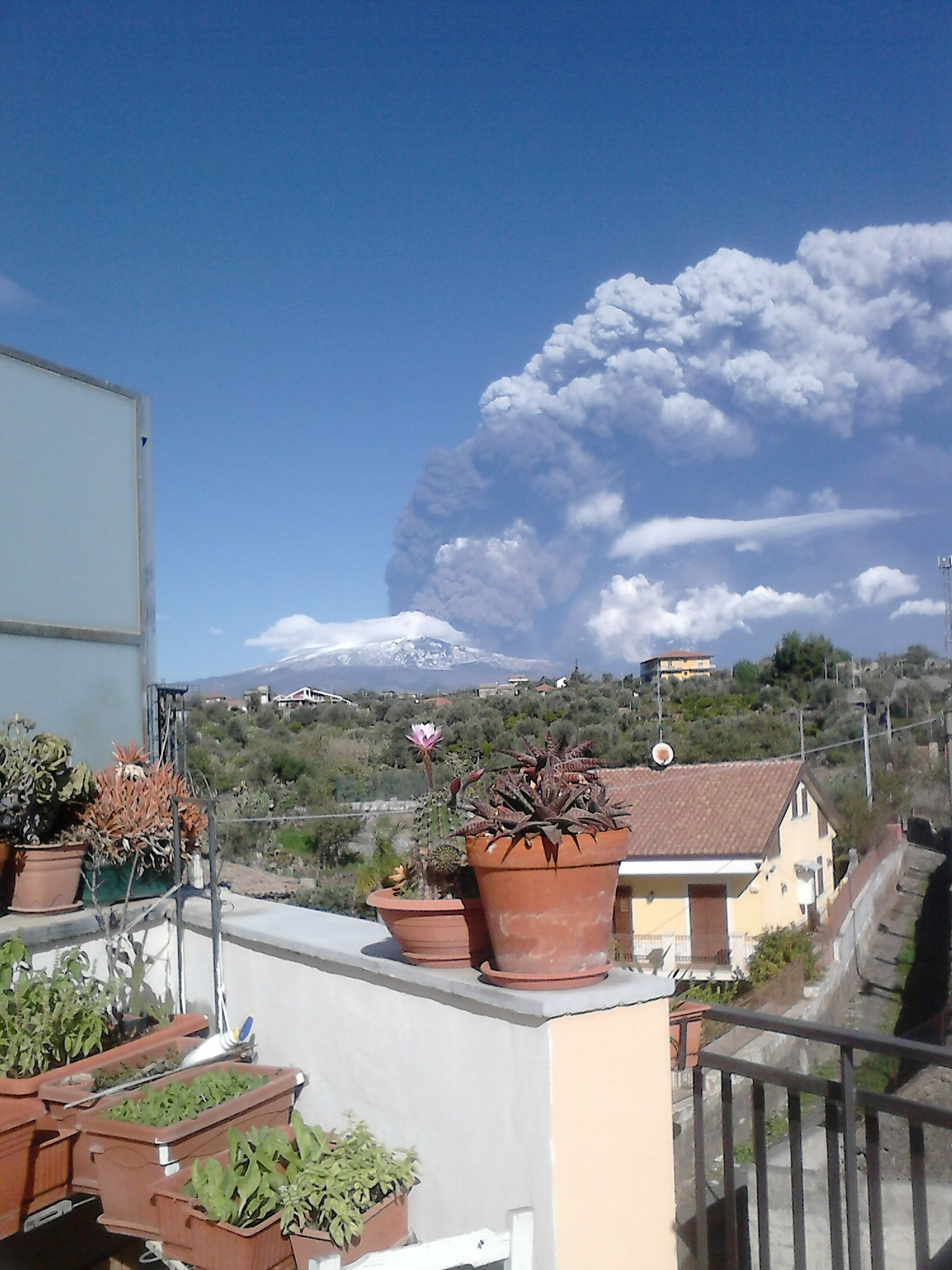
Episodio parossistico del 23 novembre 2013. Ha interessato con la caduta di ceneri e lapilli tutto il territorio orientale del vulcano e intensamente i centri di Piedimonte Etneo e Linguaglossa; ha provocato l'interruzione dell'autostrada Catania-Messina per alcune ore.

- Eruzione dell'Etna del 2001[36] - Intensa attività stromboliana ai crateri sommitali; soprattutto il cratere di sud-est è interessato da violente fasi parossistiche con fontane di lava che raggiungono anche i 1 000 metri. In maggio sciami sismici preannunciano la risalita del magma. Il 12 luglio comincia una crisi sismica; nei giorni successivi si conteranno oltre 2 500 eventi sismici. Profonde fratture si aprono a Pian del Lago, sopra la Montagnola. L'eruzione comincia nella notte tra il 17 e il 18 luglio, sul versante meridionale, da una fenditura che si apre a quota 2 100 m, a qualche centinaio di metri dal rifugio Sapienza (fortunatamente questa struttura verrà risparmiata). Il 19 si apre la più grande delle bocche, a Pian del Lago; le sue colate laviche distruggono il terminale della funivia. Agli inizi di agosto le colate si fermano a pochi chilometri da Nicolosi. Grande il disagio causato dalla continua ricaduta di cenere su Catania e sui centri pedemontani, che inoltre causa la chiusura dell'aeroporto di Fontanarossa. L'eruzione termina tra il 9 e il 10 agosto[40];
- Eruzione dell'Etna del 2002[36] - Grande eruzione durata dal 27 ottobre al 29 gennaio 2003. Questa eruzione è stata denominata l'eruzione perfetta. Essa è da considerarsi tra le più esplosive degli ultimi 100 anni. È da considerarsi anche la più distruttiva dal punto di vista infrastrutturale. Nella notte del 26 ottobre 2002 una forte scossa sismica avviò la fase eruttiva, che distrusse tutta la zona turistica di Piano Provenzana sul versante Etna-Nord in località di Linguaglossa. Tutte le infrastrutture turistiche-ricettive e sportive furono ricoperte dalla colata lavica, che in una nottata azzerò trent'anni di investimenti e progetti di un'intera comunità. Le ferite della colata sono tuttora visibili non appena si raggiunge la località Piano Provenzana, dove uno scenario lunare ha preso il posto del un paesaggio che offriva la vista della pineta incastrata ai piedi dell'enorme montagna.
- Eruzione dell'Etna del 2004-2005 - Eruzione laterale all'interno della Valle del Bove;
- Eruzioni dell'Etna del 2006 - Nella tarda serata del 15 luglio si aprì una fessura eruttiva sul fianco orientale del cratere di sud-est, da cui cominciò a fuoriuscire una colata che si riversò all'interno della Valle del Bove fino al 24 luglio. Il 16 novembre l'attività del cratere di sud-est aumentò; ciò causò alcuni crolli nel suo fianco orientale, dando origine a piccoli flussi piroclastici che avanzarono per qualche centinaio di metri;
- Eruzione dell'Etna del 2007-2009 - Parossismi del cratere di Sud-Est ed eruzione laterale all'interno della Valle del Bove.
- Eruzioni dell'Etna del 2010-2013 - Parossismi dal nuovo cratere di Sud-Est più o meno violenti. In questa fase il cratere cresce notevolmente di qualche centinaio di metri: record per un vulcano attivo.

- 2010 - L'anno è caratterizzato da una serie di piccole attività vulcaniche, talora associate ad attività sismica. Annunciato da una serie di scosse sismiche (la più intensa di magnitudo 4,2) registrate qualche giorno prima, il pomeriggio dell'8 aprile, dal cratere a pozzo presente alla base orientale del cratere di Sud-Est si alza per circa 1 km un pennacchio di fumo scuro contenente cenere lavica che ricadrà nei territori di Milo, Fornazzo e Linguaglossa; il fenomeno dura alcune decine di minuti. Il 25 agosto dalla bocca occidentale della Bocca Nuova, alle ore 15.09, una forte esplosione genera una nube di cenere alta circa 1 km, provocando una leggera caduta di cenere nella zona Est del vulcano e nei giorni seguenti si verificano eventi simili, seppur di intensità molto inferiore. L'attività vulcanica riprende il 1º novembre con una sequenza di tre esplosioni in area sommitale nell'arco di pochi minuti, si tratta della manifestazioni esterna di un'attività vulcanica che ha prodotto nei giorni a ridosso di questo evento, sciami sismici di lieve entità interessanti il versante orientale del vulcano. Il 22 dicembre avviene una forte esplosione dalla bocca occidentale della Bocca Nuova che genera una nube di cenere alta alcune centinaia di metri, causando una leggera ricaduta di cenere sul comune di Linguaglossa.
- 2011 - A partire dal gennaio del 2011 l'Etna ha nuovamente dato segnali di vivace attività eruttiva caratterizzata da intense fasi parossistiche simili a quelle avvenute nel 2000. Gli eventi eruttivi avvenuti nell'arco del 2011 sono stati 18: 12/13 gennaio, 18 febbraio, 10 aprile, 12 maggio, 9-19-25-30 luglio, 5/6-12-20-29 agosto, 8-19-28 settembre, 8-23 ottobre, 15 novembre[41] e hanno portato alla formazione del ribattezzato "nuovo cratere di Sud Est", un cono di piroclasti addossato all'apparato del 1971. Si può ben notare che dal mese di luglio gli eventi si sono verificati con un intervallo di tempo tra loro più ristretto per poi riprendere ad allungarsi a partire dalla fine di settembre. Il 3 dicembre, un'improvvisa esplosione ha interessato la Bocca Nuova, la quale aveva dato già segni di ripresa nel luglio dello stesso anno con attività stromboliana interna e blande emissioni di cenere. L'attività eruttiva del "nuovo cratere di Sud Est" ha provocato la caduta di diverse piogge di cenere sui paesi etnei. Il traffico aereo dell'Aeroporto Fontanarossa di Catania è andato incontro a diversi disagi e a chiusure forzate dello scalo a causa delle imponenti nubi di volta in volta formatesi. Fra questi eventi i più violenti sono stati quelli del 9 luglio, 20 agosto, 28 settembre e 15 novembre tra i quali gli ultimi due sono stati caratterizzati da fontane di lava alte 800 metri.
- 2012 - L'attività vulcanica dell'Etna è ricominciata nel gennaio del 2012 con uno dei più lunghi e violenti parossismi degli ultimi anni, avvenuto nella mattinata di giorno 5. Il 20º parossismo dal gennaio del 2011 ha avuto poi luogo tra l'8 e il 9 febbraio del 2012, preannunciato da una discontinua attività stromboliana del nuovo cratere di Sud Est, ripresa il 27 gennaio. Il 21º escalation eruttivo parossistico, molto violento, si è verificato il 4 marzo del 2012, anche questo preceduto da blanda attività stromboliana nel mese di febbraio. Il 22º episodio è avvenuto due settimane dopo il precedente, nella mattinata del 18 marzo 2012, mentre il 23º parossismo (avvenuto sempre due settimane dopo il precedente) è avvenuto nella nottata del 1º aprile 2012, e sono stati entrambi molto violenti. Il 12 aprile un altro episodio molto violento ma breve ha dato spettacolo in tutta la Sicilia orientale e la Calabria Meridionale. Da segnalare, per questi ultimi sei eventi eruttivi, la formazione di piccoli flussi piroclastici e lahar, causata dall'interazione esplosiva fra le colate di lava e la spessa coltre nevosa che ricopre il vulcano. La 25a crisi parossistica, analoga alle precedenti, si è verificata nella notte tra il 23 e il 24 aprile. A partire dal 28 giugno 2012, il tremore vulcanico dell'Etna ha mostrato improvvisamente segnali di incremento dovuti alla risalita del magma, verso una nuova eruzione, ma nella notte del 3 luglio si ancora risvegliata la Bocca Nuova dando vita a una debole attività stromboliana intracraterica che è terminata del tutto nei primi di settembre, quando ha preso posto con una serie di piccole esplosioni il Nuovo CSE. Nel mese di ottobre, è nuovamente ricominciata una vivace attività stromboliana alla Bocca Nuova cessata completamente il 19 ottobre 2012. Dal 21 novembre al 2 dicembre 2012, sono iniziati dei deboli bagliori al NCSE provocati dall'emissione di gas caldo. I bagliori hanno raggiunto la maggiore intensità nella notte del 1-2 dicembre e successivamente sono rapidamente diminuiti per ricomparire nuovamente il 24 dicembre 2012. Durante l'intervallo 25-27 dicembre, il NCSE ha prodotto sporadiche e deboli emissioni di cenere accompagnate da un cospicuo aumento nell'emissione di gas.
- 2013 - Durante la notte fra il 9 e il 10 gennaio si ha l'inizio della prima attività eruttiva dell'Etna nel 2013, di carattere stromboliano, all'interno della Bocca Nuova, che durerà fino al 15 gennaio. Si registra attività, oltre che all'interno della Bocca Nuova, anche nel cratere denominato Nuovo c. di Sud-Est, nella notte tra il 22 e il 23 gennaio e nella sera del 28 dello stesso mese. Nella serata del 30 gennaio, un altro episodio di forte attività stromboliana all'interno della Bocca Nuova dell'Etna. Nel secondo mese del 2013 l'Etna non tarda a farsi sentire: nella mattina del 2 febbraio, per poi ripetersi il 6 e l'8 dello stesso mese, si registra attività nella Bocca Nuova. Durante la mattinata del 19 primo parossismo del 2013: fontane di lava fuoriescono dal nuovo cratere di Sud-Est, per la prima volta dopo il 24 aprile 2012. L'evento si ripete durante le prime ore del giorno successivo e poi, ancora, durante il pomeriggio. Attività parossistica così intensa, dal punto di vista della frequenza (3 eventi in meno di 36 ore), si era verificata per l'ultima volta solo nel 2000. Nonostante ciò i parossismi continuano nella mattina del 21 e nella sera del 23 febbraio. Il 27 dello stesso mese si registra attività esplosiva, con qualche colata di lava, sia nella Bocca Nuova dell'Etna sia alla Voragine che nei 13 anni precedenti era rimasta in quiete. Durante la notte dello stesso giorno, attività stromboliana, sia alla Voragine sia alla Bocca Nuova, precede il nuovo parossismo del nuovo cratere di Sud-Est: la lava riesce a raggiungere la stazione di monitoraggio del Belvedere e la nube di materiale piroclastico arriva fino a Giarre, sulla costa ionica. Nella notte tra il 5 e il 6 marzo nuova eruzione dal cratere di Sud-Est che si ripete ancora il 16, dello stesso mese. Entrambi caratterizzati, come i precedenti, da alte fontane di lava, emissione di colate di lava, e produzione di una nube di materiale piroclastico. Nel pomeriggio del 4 aprile, dopo 18 giorni dall'ultima eruzione, forti esplosioni e colate di lava caratterizzano il nuovo parossismo. Il 3 aprile un ulteriore evento parossistico. Tra l'8 e il 12 aprile, si registra attività stromboliana, dapprima con esplosioni ed emissioni di cenere e – in un secondo momento – caratterizzata da emissioni di lava, a intermittenza. È la decima dall'inizio del nuovo anno. Altri tre eventi ad aprile avvengono il 18, il 20 con fontane di lava alte fino a 1000 metri 1[42] e il 27. Dopo una pausa di sei mesi, il 26 ottobre il vulcano dà vita al 14º parossismo del 2013, durante il quale, dopo anni di silenzio, è tornato in scena il cratere di Nord-Est, che ha prodotto per diverse ore una colonna molto densa di cenere. Altri parossismi si verificano l'11 novembre, nella notte tra il 16 e il 17 novembre, il 23 e il 28 novembre e nella notte tra il 2 e il 3 dicembre, per un totale di 19 attività parossistiche nel 2013. Quello che inizia nella tarda serata di sabato 14 dicembre e viene definito come il 20º parossismo, si rivelerà presto come una vera e propria eruzione terminale, che terminerà solo nei primi giorni del 2014.
- Eruzioni dell'Etna del 2014 - Tra il 22 gennaio e il 26 marzo si registra attività persistente al nuovo cratere di Sud-Est, con esplosioni stromboliane e occasionali episodi di debole fontanamento lavico. L'11 febbraio si verifica il crollo di una parte del cono e una nube di materiale piroclastico si riversa in Valle del Bove. Tra il 15 e il 18 giugno si assiste a un nuovo episodio eruttivo del cratere di Sud-Est, di carattere stromboliano. Il 5 luglio si apre una frattura eruttiva alla base orientale del cratere di Nord-Est, che rimane attiva fino al 10 agosto. Sulla frattura si aprono diverse bocche, la più attiva delle quali forma un nuovo cono di scorie. Dal 10 agosto al 16 l'attività torna a concentrarsi al cratere di Sud-Est. Il 28 dicembre si registra un nuovo episodio parossistico allo stesso cratere, con fontane di lava e colate in direzione della Valle del Bove e sul versante sud-ovest.
- Eruzioni dell'Etna del 2015 - Nei giorni 2 e 3 gennaio dal cratere di Sud-Est si verifica una cospicua emissione di sabbia vulcanica; in concomitanza con tale evento, ha inizio un'intensa attività stromboliana intracraterica al cratere Voragine, che si conclude solo il 18 gennaio. Il giorno 1 febbraio riprende l'attività eruttiva al cratere di Sud-Est, con attività stromboliana intensa e l'apertura di una frattura alla base del cono e l'emissione di una colata in direzione SO. Nella notte dell'11 maggio ha inizio una nuova fase di attività stromboliana allo stesso cratere; si apre una frattura sul fianco orientale del cono con l'emissione di una colata che avanza in direzione NE, verso la Valle del Leone e Monte Simone. L'episodio eruttivo cessa completamente il 16 maggio. Dopo diversi mesi di silenzio, il 19 ottobre l'Etna torna in attività con una modesta attività stromboliana alla Voragine, che si protrae ininterrottamente fino al 2 dicembre. Il 25 novembre entra in attività anche il cratere di Sud-Est, con l'apertura di un nuovo cratere a pozzo sull'alto fianco orientale. Tra il 3 e il 5 dicembre la Voragine è protagonista di 4 episodi parossistici di eccezionale intensità, tra i più violenti degli ultimi 20 anni, con fontane di lava alte più di 1 000 metri e ricaduta di sabbia vulcanica che ha coinvolto anche Messina e Reggio Calabria[43][44].
- Nel 2016 - l'Etna è protagonista di una sola sequenza eruttiva, dal 17 al 26 maggio[45][46]. 17 maggio: dopo diversi episodi di emissione di cenere nei mesi precedenti, in serata dal cratere di Nord-Est ha inizio un'attività stromboliana, che prosegue con intensità variabile durante la notte e il mattino del giorno successivo. Il 18 maggio, alle 12:50, ha inizio un'attività stromboliana al cratere Voragine, che si evolve rapidamente in fontana di lava pulsante. Si origina un trabocco lavico dall'orlo occidentale della Bocca Nuova, già colma dei prodotti eruttati dalla Voragine a dicembre 2015, e la colata si dirige verso Ovest percorrendo un paio di chilometri lungo il fianco occidentale dell'Etna. Durante l'evento parossistico si aprono due bocche esplosive alla base del cratere di Nord-Est. Il fontanamento lavico alla Voragine si esaurisce alle ore 16:30. Il 19 maggio, intorno alle 7:00, ha inizio un nuovo episodio parossistico alla Voragine e si verifica un nuovo trabocco lavico dall'orlo occidentale della Bocca Nuova, sovrapponendosi a quella emessa il giorno precedente. Il 21 maggio, dalle 3:40 alle 8:00, ha luogo un terzo episodio parossistico alla Voragine e da una frattura sul fianco sud-orientale del cratere si verifica l'emissione di una modesta colata lavica. Il pomeriggio del 22 maggio si osserva la ripresa dell'attività stromboliana al cratere di Nord-Est. Il 23 maggio: nella notte si esaurisce l'attività stromboliana al cratere di Nord-Est. Alle ore 21:00 riprende l'attività stromboliana alla Voragine, che raggiunge il culmine nella notte tra il 24 e il 25 maggio ed esaurendosi del tutto la notte successiva.
- All'inizio del 2017 avvengono sporadiche esplosioni nella fessura eruttiva del cratere di Sud-Est, che portano alla formazione di un cono di scorie. Alla sera del 27 febbraio, si assiste a uno spettacolo unico: fontane di lava pulsanti si sollevano dal cono di scorie ormai ben formato e il cieco precipitare dei lapilli accresce il cratere stesso. Durante quest'attività, sono presenti anche colate laviche ricche di basalto che ''ricoprono'' buona parte del fianco meridionale[47]. il 16 marzo, le colate laviche si scontrano con la neve, provocando esplosioni freato-magmatiche che feriscono alcuni turisti sul posto e anche il noto vulcanologo dell'INGV Boris Behncke[48]. Dal primo aprile, si evidenzia una ricarica del Serbatoio Magmatico in profondità e anche l'aumento dell'intensità degli sciami sismici: questo fa presagire l'arrivo di una nuova eruzione laterale[49].

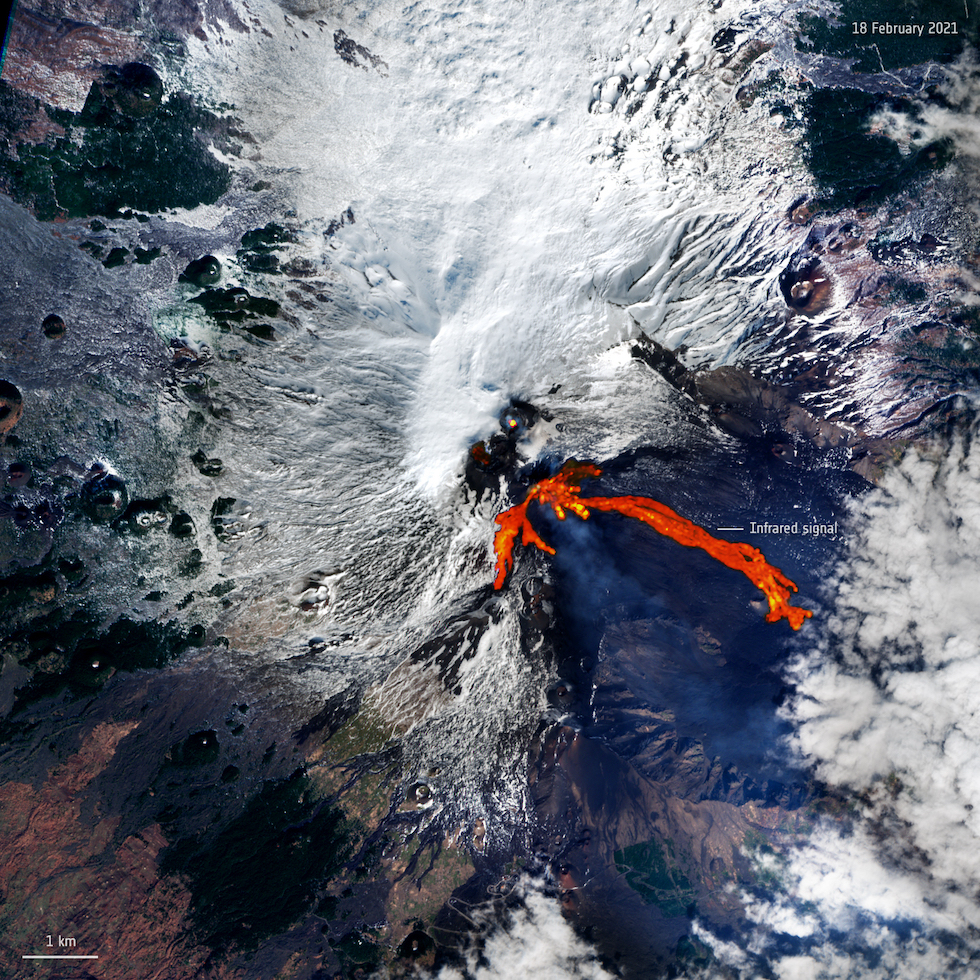
Eruzione dell'Etna del 18/02/2021 vista dal satellite Sentinel-2

- Il 2018 è stato contraddistinto da un'instabilità delle condizioni dell'Etna caratterizzate da emissioni di cenere e degassamento di breve durata o con brevi colate; l'attività sismica, concentrata sui due fianchi ovest e sud-est ha dato luogo a vari terremoti che hanno interessato l'area tra Ragalna e Adrano-Biancavilla-Paternò e quella tra Zafferana e Acireale. A metà agosto del 2018 l'Etna ha prodotto nuove eruzioni dopo una lunghissima fase di degassamento, con attività sia esplosive (di tipo stromboliano) sia effusive. Le attività stromboliane avevano inizialmente interessato la Bocca Nuova e il Nord-Est. Si è quindi aperta la bocca nell'intrasella tra il Sud-Est e il Nuovo Sud-Est (apparentemente la medesima dell'anno precedente) da cui è fuoriuscita una colata in direzione nord[50]. Alla fine di novembre 2018 la bocca nuova di sud-est ha alternato episodi violenti a relativa quiete; a dicembre la stessa bocca nuova di SE ha prodotto varie fuoruscite di lava[51]. Alle 9:30 circa del 24 dicembre ha avuto inizio una nuova eruzione laterale con uno sciame sismico importante in varie zone sommitali e ipocentro poco profondo. Le ulteriori scosse nella Valle del Bove hanno superato la magnitudo 4.0[52]. Il 26 dicembre, alle ore 3:19, è avvenuta un'ulteriore forte scossa di terremoto che ha interessato tutto il fianco sud-orientale del vulcano con una magnitudo locale (Ml) pari a 4.8 sulla scala Richter e magnitudo momento (Mw) 4.9[53], provocando il danneggiamento di varie centinaia di abitazioni e oltre un migliaio di senzatetto. Il giorno 27 la colata lavica risultava non più alimentata[54].
- All'inizio del 2019 l'attività eruttiva è confinata al cratere di Nord-Est con emissioni di cenere. Il 30 maggio, si apre una fessura eruttiva alla base del cratere di Sud-Est che produce attività stromboliana e una colata che si ferma nell'alta parete della Valle del Bove.[55] A luglio, il protagonista è di nuovo il cratere di Sud-Est: si apre una bocca eruttiva di nuovo alla sua base Sud, facendo uscire lava che si immette nello spazio compreso tra Monte Frumento Supino e i Monti Barbagallo. Infine, da agosto, si assistono a parziali crolli del contorno del cratere di Nord-Est, producendo nuove emissioni di Cenere.[56]
- All'inizio del 2020 è presente un'intensa attività stromboliana al cratere centrale (Bocca Nuova e Voragine[57]) che, nel tempo, forma un nuovo cono di scorie. Ad aprile, si assiste a un episodio eruttivo al cratere di Sud-Est, più precisamente alla ''Bocca della Sella'', posta tra il nuovo e il vecchio cratere di Sud-Est[58]. A luglio, sempre al cratere di Sud-Est, persiste una vivace attività stromboliana, così come in tutti gli altri crateri (cratere di Nord-Est e cratere Centrale). Nel pomeriggio del 20 agosto, il cratere di Sud-Est produce una colonna di Cenere che si sposta in direzione Sud, facendo ricadere sui centri abitati cenere[59]. Tra il 1 e il 2 dicembre, entra in attività un'altra bocca posta sulla sommità Est del cratere di Sud-Est. La sera del 13 dicembre il tremore vulcanico sale rapidamente e, verso le 23:30, la parete Sud del cratere di Sud-Est crolla, producendo varie flussi piroclastici che si dirigono verso Sud[60]. Il pomeriggio del 14 dicembre, la bocca orientale del cratere di Sud-Est, produce attività stromboliana e di conseguenza una nuova nube che si dirige verso sud-ovest. Il giorno dopo, altra emissione di cenere: dal cratere di Sud-Est scende una nuova colata (più ridotta) che tocca il Fianco Nord dei Coni Barbagallo, a Sud del cratere. La mattina del 21 dicembre, dal cratere di Sud-Est, si alza un'imponente nube di vapore acqueo formata dal contatto tra la lava e la neve d'inverno (eruzione freato-magmatica), visibile anche dal Satellite[61]. Dopo neanche 1 giorno di pausa, il cratere di Sud-Est produce un intenso parossismo fino all'alba del 22 dicembre: le colate avanzano sul Versante Sud e su quello Est, con nuove esplosioni freato-magmatiche prodotte dal contatto tra la lava calda e la neve fredda[62]. La mattina della Vigilia di Natale, il solito cratere di Sud-Est, produce una nuova nube di cenere diretta verso Est. Continuerà comunque nei prossimi giorni l'attività stromboliana alla bocca orientale.

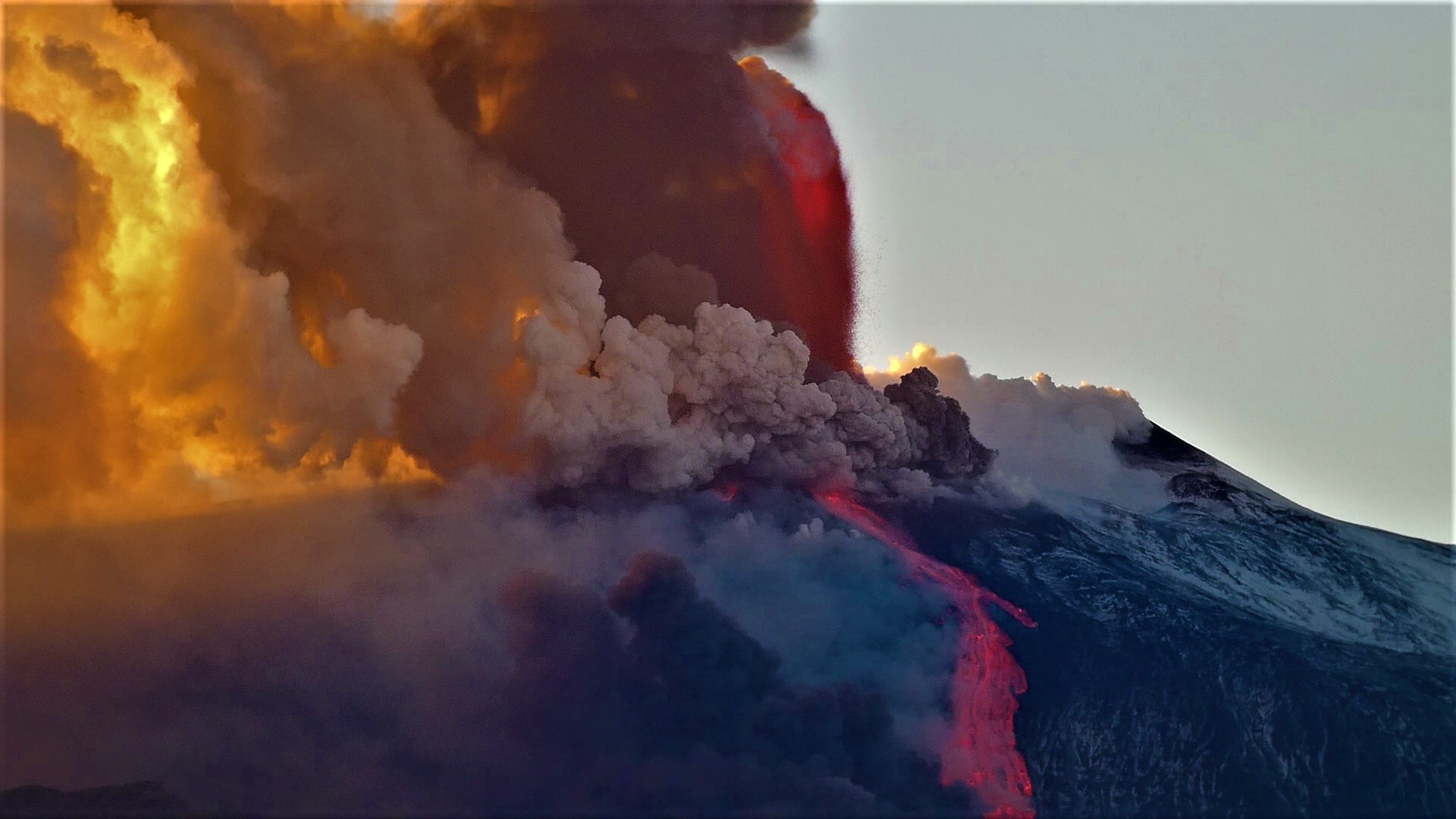
Il parossismo del cratere di Sud-Est avvenuto il 16 febbraio 2021

- Il parossismo del cratere di Sud-Est avvenuto il 16 febbraio 2021La prima parte del 2021 è caratterizzata da attività stromboliana alla bocca orientale del cratere di Sud-Est e da qualche sporadica esplosione dalla Voragine, con formazione di nubi di cenere che si disperdono velocemente in area sommitale. La sera del 18 gennaio però, una brusca impennata del tremore vulcanico segna l'inizio di un nuovo parossismo al cratere di Sud-Est: un nuovo trabocco lavico scende giù dalla cima del cratere e si dirige verso la Valle del Bove, mentre una colonna di cenere si eleva per qualche chilometro sopra i crateri sommitali; l'attività eruttiva finisce nella tarda serata[63]. La mattina del giorno dopo, si assiste a una lieve emissione di cenere dallo stesso cratere. Tra il 18 gennaio e il 16 febbraio, l'attività stromboliana al cratere di Sud-Est è abbastanza intensa, con un suo picco la sera del 15 febbraio: queste esplosioni stromboliane accrescono la parete orientale del cratere, formando inoltre un cono di scorie. Siamo arrivati dunque al 16 febbraio: verso le 16:30, la parte orientale del cratere di Sud-Est (compreso anche il cono di scorie) collassa, formando un flusso piroclastico che percorre una buona parte della Valle del Bove (fortunatamente la zona non è abitata, quindi senza particolari ''rischi'' per la popolazione). In seguito, fontane di lava si alzano per 500 m sopra il cratere, formando così altri flussi piroclastici[64]. I successivi parossismi sono molto vicini tra loro, circa due giorni di pausa tra uno e l'altro; in alcuni casi, le fontane di lava sono alte più di 1000 m. sull'orlo craterico (21 febbraio[65]). Le nubi di cenere hanno fatto cadere molto materiale vulcanico sui paesi abitati, principalmente su quelli del versante orientale (Milo, Giarre, Zafferana Etnea). Dal 20 marzo le pause tra un evento eruttivo e un altro cominciano ad allungarsi, con intervalli di una settimana. Il 1 aprile si assiste all'ultimo parossismo della serie, caratterizzato dalle solite fontane di lava al cratere di Sud-Est e all'apertura di una fessura eruttiva alla sua base. La serie di Parossismi ricomincia il 19 maggio, dopo un mese e mezzo: stavolta il parossismo ha un'energia minore dei precedenti. Con questo evento eruttivo, ricomincia la serie di parossismi vulcanici con un intervallo di circa 2 giorni, che, come al solito, si allunga fino ad arrivare a un mese di pausa. A fine anno (ottobre, novembre) il cratere centrale e il cratere di Nord-Est ritornano in attività, con esplosioni stromboliane intracrateriche ed emissioni sporadiche di cenere, soprattutto al cratere di Nord-Est; intanto, sul cratere di Sud-Est (autore dei parossismi di quest'anno) sono presenti varie fumarole, formate dal calore presente nei dintorni del cratere e dall'umidità dell'inverno (compresa la neve), tanto da far attirare l'attenzione degli abitanti nei pressi dell'Etna. già dal 8 dicembre ci fu un'emissione di cenere che si protrae fino al 13 in chui si verificherà una colata di lava fluida laterale.

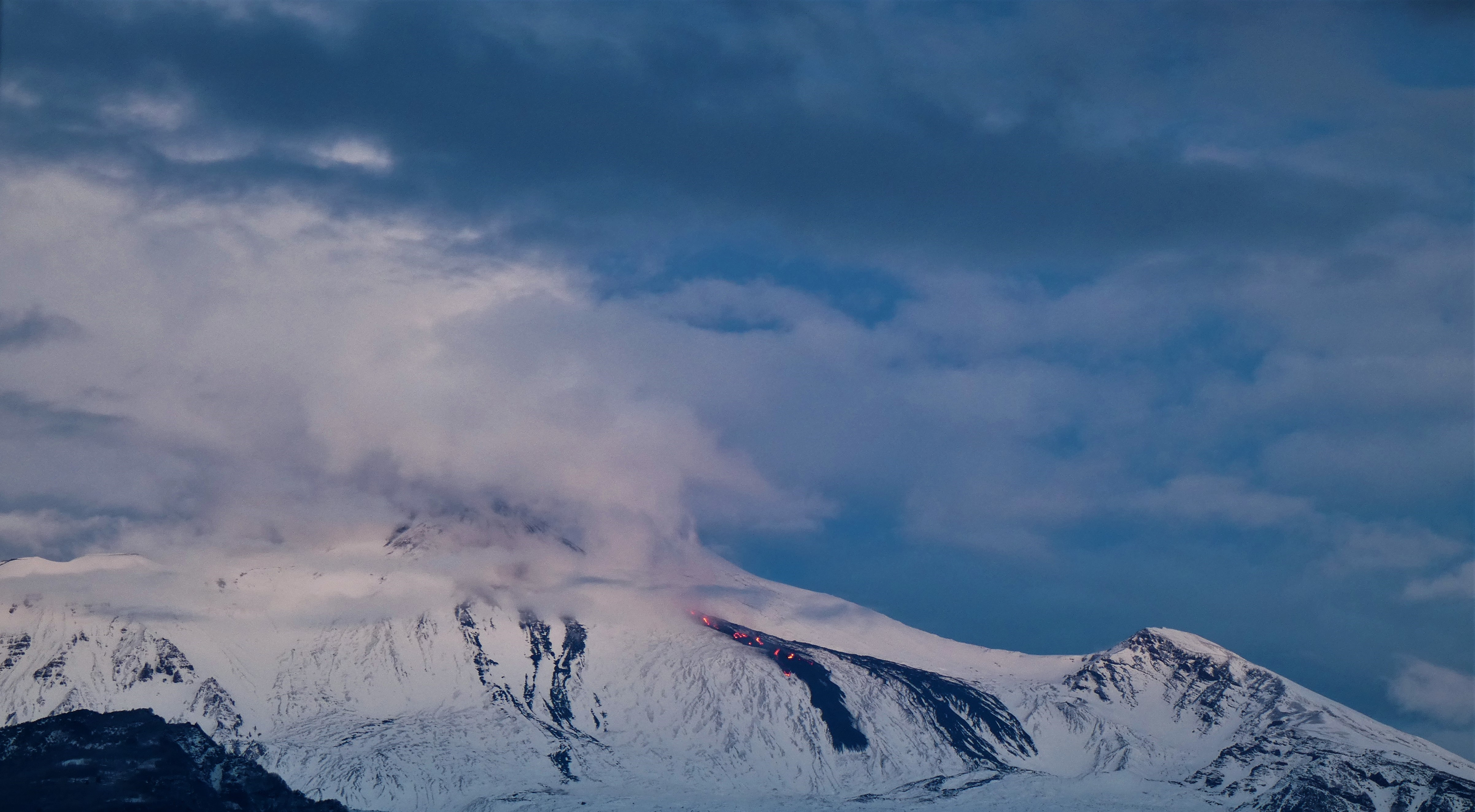
L'attività effusiva della fine del 2022 in una mattinata invernale

- L'attività effusiva della fine del 2022 in una mattinata invernaleNel febbraio 2022, precisamente il 9 febbraio, si riattiva il cratere di Sud-Est con una debole attività stromboliana. La sera del 10 l’attività si evolve in un violento parossismo con fontane alte fino a 1000 metri e una nube piroclastica che raggiunge i 10.000 metri. Si originano nella nube vulcanica fulmini e dal cratere colate piroclastiche; nella parte sud del cono si apre una grande breccia a seguito di un imponente crollo e di una grande colata piroclastica. Il 21 febbraio un altro violento e rapido parossismo avviene nella tarda mattinata, con la nube piroclastica che si sposta verso sud-est, interessando quel versante dalla conseguente caduta di materiale vulcanico.                                                                                                                                                                                              Dopo mesi di pausa il 12 maggio dal Sud-Est comincia un’attività terminale che interessa il fianco nord del cono là dove si apre un cratere a pozzo, con emissione di diluita quantità di cenere accompagnata da esplosioni stromboliane, e da una bocca effusiva da cui fuoriesce una colata che scorre verso la Valle del Leone. La mattina del 29 maggio l’attività effusiva si sposta dal fianco del cratere di Sud-Est alla sua base nord-orientale a quota 2800 mt. (diventando un'attività sub-terminale) da cui viene emessa lava che scorrerà nella Valle del Leone e poi nel fondo della Valle del Bove. L’attività termina il 17 giugno. Durante quest’eruzione per due volte ma per poche ore, il 7 e il 12 giugno, da un sistema di fratture che si è formato dentro la Valle del Bove, sotto il costone di Serracozzo a quota 1900 mt., fuoriesce una piccola quantità di lava che brucerà anche qualche esemplare di ginestra vista la bassa quota di emissione della stessa. Dopo questa attività per mesi sull’Etna vi sarà solo degassazione, in particolar modo dal cratere Bocca Nuova. La sera del 27 novembre a quota 2800 mt., nella stessa zona della bocca effusiva del 29 maggio ovvero nella base nord-orientale del cratere di Sud-Est, ricomincia una debole attività effusiva che si dirige con lentezza nella Valle del Leone, affacciandosi al massimo sull’alto versante ovest della Valle del Bove. Questa nuova colata lavica durerà mesi (fino al 14 febbraio 2023) dando spettacolo grazie al contrasto che si crea tra la lava rossa e la candida e bianca neve.